# Superliga polska w piłce ręcznej mężczyzn (2017/2018) – wyniki rundy zasadniczej
Wszystkie mecze ułożone są chronologicznie, w przypadku rozgrywania meczów o tej samej godzinie wcześniejszym jest mecz o niższym numerze meczu.

## Runda zasadnicza – jesienna

### Seria 1 – 02.09.2017
| 41 września 201718:00 | Azoty-Puławy         | 32:23(13:14) | Stal Mielec     | gospodarz Widzów: 680 Sędzia: Grzegorz Młyński (Zwoleń) Rafał Puszkarski (Legionowo) |
| 41 września 201718:00 | Wojciech Gumiński 11 | 32:23(13:14) | 8 Łukasz Janyst | gospodarz Widzów: 680 Sędzia: Grzegorz Młyński (Zwoleń) Rafał Puszkarski (Legionowo) |
| 41 września 201718:00 | 7× · 3×              | 32:23(13:14) | 4× · 3×         | gospodarz Widzów: 680 Sędzia: Grzegorz Młyński (Zwoleń) Rafał Puszkarski (Legionowo) |

| 11 września 201718:30 | Meble Wójcik Elbląg | 21:18(11:9) | Pogoń Szczecin                                          | gospodarz Widzów: 400 Sędzia: Bartosz Leszczyński, Marcin Piechota (Płock) |
| 11 września 201718:30 | Piotr Adamczak 7    | 21:18(11:9) | 4 Wojciech Jedziniak 4 Arkadiusz Bosy 4 Mateusz Zaremba | gospodarz Widzów: 400 Sędzia: Bartosz Leszczyński, Marcin Piechota (Płock) |
| 11 września 201718:30 | 2× · 3× · 2×        | 21:18(11:9) | 3× · 3×                                                 | gospodarz Widzów: 400 Sędzia: Bartosz Leszczyński, Marcin Piechota (Płock) |

| 22 września 201713:00 | MKS Kalisz                    | 20:36(10:16) | PGE Vive Kielce | gospodarz Widzów: 2250 Sędzia: Korneliusz Habierski, Grzegorz Skrobak (Głogów) |
| 22 września 201713:00 | Kamil Adamski 4 Artur Bożek 4 | 20:36(10:16) | 8 Manuel Štrlek | gospodarz Widzów: 2250 Sędzia: Korneliusz Habierski, Grzegorz Skrobak (Głogów) |
| 22 września 201713:00 | 5× · 3×                       | 20:36(10:16) | 3× · 3×         | gospodarz Widzów: 2250 Sędzia: Korneliusz Habierski, Grzegorz Skrobak (Głogów) |

| 72 września 201717:30 | Gwardia Opole  | 31:22(18:9) | Piotrkowianin Piotrków Trybunalski | gospodarz Widzów: 2200 Sędzia: Joanna Brehmer (Mikołów) Agnieszka Skowronek (Ruda Śląska) |
| 72 września 201717:30 | Patryk Mauer 6 | 31:22(18:9) | 6 Mateusz Góralski                 | gospodarz Widzów: 2200 Sędzia: Joanna Brehmer (Mikołów) Agnieszka Skowronek (Ruda Śląska) |
| 72 września 201717:30 | 3× · 3×        | 31:22(18:9) | 4× · 3×                            | gospodarz Widzów: 2200 Sędzia: Joanna Brehmer (Mikołów) Agnieszka Skowronek (Ruda Śląska) |

| 62 września 201718:00 | Orlen Wisła Płock   | 39:23(18:10) | Spójnia Gdynia     | gospodarz Widzów: 2200 Sędzia: Michał Chodorek, Paweł Popiel (Kielce) |
| 62 września 201718:00 | Valentin Ghionea 11 | 39:23(18:10) | 6 Rafał Rychlewski | gospodarz Widzów: 2200 Sędzia: Michał Chodorek, Paweł Popiel (Kielce) |
| 62 września 201718:00 | 4× · 3×             | 39:23(18:10) | 6× · 3×            | gospodarz Widzów: 2200 Sędzia: Michał Chodorek, Paweł Popiel (Kielce) |

| 82 września 201719:00 | KPR Legionowo    | 21:23(10:11) | Zagłębie Lubin | gospodarz Widzów: 700 Sędzia: Andrzej Chrzan, Michał Janas (Tarnów) |
| 82 września 201719:00 | Kacper Adamski 8 | 21:23(10:11) | 10 Jan Czuwara | gospodarz Widzów: 700 Sędzia: Andrzej Chrzan, Michał Janas (Tarnów) |
| 82 września 201719:00 | 6× · 2× · 1×     | 21:23(10:11) | 5× · 2× · 1×   | gospodarz Widzów: 700 Sędzia: Andrzej Chrzan, Michał Janas (Tarnów) |

| 33 września 201713:00 | MMTS Kwidzyn      | 24:26(11:15) | NMC Górnik Zabrze    | gospodarz Widzów: 1200 Sędzia: Jakub Jerlecki, Maciej Łabuń (Szczecin) |
| 33 września 201713:00 | Adrian Nogowski 7 | 24:26(11:15) | 8 Bartłomiej Tomczak | gospodarz Widzów: 1200 Sędzia: Jakub Jerlecki, Maciej Łabuń (Szczecin) |
| 33 września 201713:00 | 6× · 3×           | 24:26(11:15) | 9× · 2× · 1×         | gospodarz Widzów: 1200 Sędzia: Jakub Jerlecki, Maciej Łabuń (Szczecin) |

| 54 września 201718:00 | Chrobry Głogów    | 31:26(16:14) | Wybrzeże Gdańsk                     | gospodarz Widzów: 1000 Sędzia: Grzegorz Młyński (Zwoleń) Rafał Puszkarski (Legionowo) |
| 54 września 201718:00 | Michał Bartczak 8 | 31:26(16:14) | 6 Łukasz Rogulski 6 Paweł Niewrzawa | gospodarz Widzów: 1000 Sędzia: Grzegorz Młyński (Zwoleń) Rafał Puszkarski (Legionowo) |
| 54 września 201718:00 | 5×                | 31:26(16:14) | 1×                                  | gospodarz Widzów: 1000 Sędzia: Grzegorz Młyński (Zwoleń) Rafał Puszkarski (Legionowo) |

### Seria 2 – 09.09.2017
| 119 września 201713:00 | PGE Vive Kielce                 | 36:21(13:14) | MMTS Kwidzyn      | gospodarz Widzów: 2000 Sędzia: Andrzej Kierczak (Michałowice) Tomasz Wrona (Kraków) |
| 119 września 201713:00 | Julen Aguinagalde 6 Blaž Janc 6 | 36:21(13:14) | 5 Adrian Nogowski | gospodarz Widzów: 2000 Sędzia: Andrzej Kierczak (Michałowice) Tomasz Wrona (Kraków) |
| 119 września 201713:00 | 5× · 3×                         | 36:21(13:14) | 4× · 3×           | gospodarz Widzów: 2000 Sędzia: Andrzej Kierczak (Michałowice) Tomasz Wrona (Kraków) |

| 169 września 201718:00 | Stal Mielec    | 32:28(13:18) | KPR Legionowo                   | gospodarz Widzów: 298 Sędzia: Michał Chodorek, Paweł Popiel (Kielce) |
| 169 września 201718:00 | Rudolf Cuzić 8 | 32:28(13:18) | 7 Kamil Ciok 7 Michał Grabowski | gospodarz Widzów: 298 Sędzia: Michał Chodorek, Paweł Popiel (Kielce) |
| 169 września 201718:00 | 5× · 2×        | 32:28(13:18) | 8× · 3×                         | gospodarz Widzów: 298 Sędzia: Michał Chodorek, Paweł Popiel (Kielce) |

| 109 września 201719:00 | Spójnia Gdynia                       | 25:28(13:12) | NMC Górnik Zabrze | gospodarz Widzów: 700 Sędzia: Marek Baranowski (Warszawa) Bogdan Lemanowicz (Łąck) |
| 109 września 201719:00 | Robert Kamyszek 6 Rafał Rychlewski 6 | 25:28(13:12) | 9 Marek Daćko     | gospodarz Widzów: 700 Sędzia: Marek Baranowski (Warszawa) Bogdan Lemanowicz (Łąck) |
| 109 września 201719:00 | 6× · 3×                              | 25:28(13:12) | 6× · 3× · 1×      | gospodarz Widzów: 700 Sędzia: Marek Baranowski (Warszawa) Bogdan Lemanowicz (Łąck) |

| 129 września 201719:00 | Meble Wójcik Elbląg | 20:23(13:10) | Gwardia Opole                        | gospodarz Widzów: 350 Sędzia: Dariusz Mroczkowski, Jakub Mroczkowski (Sierpc) |
| 129 września 201719:00 | Jakub Moryń 6       | 20:23(13:10) | 5 Michał Lemaniak 5 Antoni Łangowski | gospodarz Widzów: 350 Sędzia: Dariusz Mroczkowski, Jakub Mroczkowski (Sierpc) |
| 129 września 201719:00 | 4× · 3×             | 20:23(13:10) | 4× · 3×                              | gospodarz Widzów: 350 Sędzia: Dariusz Mroczkowski, Jakub Mroczkowski (Sierpc) |

| 139 września 201719:00 | Piotrkowianin Piotrków Trybunalski          | 28:28 k. 5:6(13:14, k. 5:6) | Azoty-Puławy                                  | gospodarz Widzów: 550 Sędzia: Sebastian Pelc, Jakub Pretzlaf (Rzeszów) |
| 139 września 201719:00 | Marcin Tórz 5 Szymon Woynowski 5            | 28:28 k. 5:6(13:14, k. 5:6) | 7 Marko Panić                                 | gospodarz Widzów: 550 Sędzia: Sebastian Pelc, Jakub Pretzlaf (Rzeszów) |
| 139 września 201719:00 | 3× · 3×                                     | 28:28 k. 5:6(13:14, k. 5:6) | 3× · 3×                                       | gospodarz Widzów: 550 Sędzia: Sebastian Pelc, Jakub Pretzlaf (Rzeszów) |
| 139 września 201719:00 | Mróz , Góralski , Makowiejew , Swat , Iskra | Rzuty karne                 | Gumiński, Seroka, Kuchczyński, Jurecki, Titow | gospodarz Widzów: 550 Sędzia: Sebastian Pelc, Jakub Pretzlaf (Rzeszów) |

| 159 września 201719:00 | Pogoń Szczecin                     | 22:24(7:18) | Wybrzeże Gdańsk  | gospodarz Widzów: 450 Sędzia: Andrzej Gratunik (Zielona Góra) Mariusz Wołowicz (Wtórek) |
| 159 września 201719:00 | Mateusz Zaremba 5 Arkadiusz Bosy 5 | 22:24(7:18) | 6 Mateusz Wróbel | gospodarz Widzów: 450 Sędzia: Andrzej Gratunik (Zielona Góra) Mariusz Wołowicz (Wtórek) |
| 159 września 201719:00 | 6× · 3×                            | 22:24(7:18) | 7× · 3×          | gospodarz Widzów: 450 Sędzia: Andrzej Gratunik (Zielona Góra) Mariusz Wołowicz (Wtórek) |

| 1410 września 201713:00 | Chrobry Głogów | 20:29(11:13) | Orlen Wisła Płock           | gospodarz Widzów: 800 Sędzia: Jakub Jerlecki, Maciej Łabuń (Szczecin) |
| 1410 września 201713:00 | Mateusz Rydz 5 | 20:29(11:13) | Tomasz Gębala 5 Lovro Mihić | gospodarz Widzów: 800 Sędzia: Jakub Jerlecki, Maciej Łabuń (Szczecin) |
| 1410 września 201713:00 | 6× · 4×        | 20:29(11:13) | 5× · 3×                     | gospodarz Widzów: 800 Sędzia: Jakub Jerlecki, Maciej Łabuń (Szczecin) |

| 910 września 201716:30 | Zagłębie Lubin             | 32:28(17:14) | MKS Kalisz    | gospodarz Widzów: 751 Sędzia: Krzysztof Bąk, Kamil Ciesielski (Zielona Góra) |
| 910 września 201716:30 | Anderson Da Silva Morino 8 | 32:28(17:14) | 6 Michał Drej | gospodarz Widzów: 751 Sędzia: Krzysztof Bąk, Kamil Ciesielski (Zielona Góra) |
| 910 września 201716:30 | 4× · 2×                    | 32:28(17:14) | 3× · 3× · 1×  | gospodarz Widzów: 751 Sędzia: Krzysztof Bąk, Kamil Ciesielski (Zielona Góra) |

### Seria 3 – 16.09.2017
| 1712 września 201718:30 | PGE Vive Kielce  | 32:24(16:11) | Zagłębie Lubin       | gospodarz Widzów: 2100 Sędzia: Cezary Figarski, Dariusz Żak (Radom) |
| 1712 września 201718:30 | Karol Bielecki 5 | 32:24(16:11) | 6 Michał Stankiewicz | gospodarz Widzów: 2100 Sędzia: Cezary Figarski, Dariusz Żak (Radom) |
| 1712 września 201718:30 | 7× · 3×          | 32:24(16:11) | 6× · 3× · 1×         | gospodarz Widzów: 2100 Sędzia: Cezary Figarski, Dariusz Żak (Radom) |

| 1813 września 201718:30 | Orlen Wisła Płock      | 27:21(16:12) | Pogoń Szczecin                  | gospodarz Widzów: 2000 Sędzia: Filip Fahner, Łukasz Kubis (Głogów) |
| 1813 września 201718:30 | Przemysław Krajewski 6 | 27:21(16:12) | 4 Paweł Krupa 4 Seweryn Gryszka | gospodarz Widzów: 2000 Sędzia: Filip Fahner, Łukasz Kubis (Głogów) |
| 1813 września 201718:30 | 3× · 3×                | 27:21(16:12) | 2× · 3×                         | gospodarz Widzów: 2000 Sędzia: Filip Fahner, Łukasz Kubis (Głogów) |

| 2216 września 201717:00 | MMTS Kwidzyn   | 32:27(18:10) | Spójnia Gdynia    | gospodarz Widzów: 1000 Sędzia: Dariusz Mroczkowski, Jakub Mroczkowski (Sierpc) |
| 2216 września 201717:00 | Michał Peret 6 | 32:27(18:10) | 8 Robert Kamyszek | gospodarz Widzów: 1000 Sędzia: Dariusz Mroczkowski, Jakub Mroczkowski (Sierpc) |
| 2216 września 201717:00 | 4× · 3×        | 32:27(18:10) | 3× · 3×           | gospodarz Widzów: 1000 Sędzia: Dariusz Mroczkowski, Jakub Mroczkowski (Sierpc) |

| 2016 września 201718:00 | Gwardia Opole                                     | 26:26 k. 4:2(14:12, k. 4:2) | Wybrzeże Gdańsk                | gospodarz Widzów: 2500 Sędzia: Sebastian Pelc, Jakub Pretzlaf (Rzeszów) |
| 2016 września 201718:00 | Kamil Mokrzki 5                                   | 26:26 k. 4:2(14:12, k. 4:2) | 7 Mateusz Wróbel               | gospodarz Widzów: 2500 Sędzia: Sebastian Pelc, Jakub Pretzlaf (Rzeszów) |
| 2016 września 201718:00 | 1× · 3×                                           | 26:26 k. 4:2(14:12, k. 4:2) | 8× · 3× · 1×                   | gospodarz Widzów: 2500 Sędzia: Sebastian Pelc, Jakub Pretzlaf (Rzeszów) |
| 2016 września 201718:00 | Lemaniak , Morawski , Mauer , Mokrzki , Jankowski | Rzuty karne                 | Sulej, Wróbel, Rogulski, Papaj | gospodarz Widzów: 2500 Sędzia: Sebastian Pelc, Jakub Pretzlaf (Rzeszów) |

| 2316 września 201718:00 | Azoty-Puławy     | 30:19(15:12) | Meble Wójcik Elbląg                                     | gospodarz Widzów: 720 Sędzia: Andrzej Chrzan, Michał Janas (Tarnów) |
| 2316 września 201718:00 | Mateusz Seroka 6 | 30:19(15:12) | 4 Mateusz Kupiec 4 Piotr Adamczak 4 Bartosz Janiszewski | gospodarz Widzów: 720 Sędzia: Andrzej Chrzan, Michał Janas (Tarnów) |
| 2316 września 201718:00 | 4× · 3×          | 30:19(15:12) | 3× · 1×                                                 | gospodarz Widzów: 720 Sędzia: Andrzej Chrzan, Michał Janas (Tarnów) |

| 2417 września 201716:00 | KPR Legionowo                                    | 23:23 k. 4:3(11:10, k. 4:3) | Piotrkowianin Piotrków Trybunalski            | gospodarz Widzów: 400 Sędzia: Andrzej Kierczak (Michałowice) Tomasz Wrona (Kraków) |
| 2417 września 201716:00 | Kacper Adamski 9                                 | 23:23 k. 4:3(11:10, k. 4:3) | 10 Stanisław Makowiejew                       | gospodarz Widzów: 400 Sędzia: Andrzej Kierczak (Michałowice) Tomasz Wrona (Kraków) |
| 2417 września 201716:00 | 3× · 3×                                          | 23:23 k. 4:3(11:10, k. 4:3) | 5× · 4×                                       | gospodarz Widzów: 400 Sędzia: Andrzej Kierczak (Michałowice) Tomasz Wrona (Kraków) |
| 2417 września 201716:00 | Grabowski , Adamski , Ciok , Ignasiak , Brinowec | Rzuty karne                 | Pacześny, Góralski, Surosz, Kaźmierczak, Swat | gospodarz Widzów: 400 Sędzia: Andrzej Kierczak (Michałowice) Tomasz Wrona (Kraków) |

| 2117 września 201717:00 | NMC Górnik Zabrze    | 28:26(11:12) | Chrobry Głogów                        | gospodarz Widzów: 900 Sędzia: Mariusz Marciniak, Piotr Radziszewski (Wolsztyn) |
| 2117 września 201717:00 | Bartłomiej Tomczak 7 | 28:26(11:12) | 5 Tomasz Klinger 5 Damian Krzysztofik | gospodarz Widzów: 900 Sędzia: Mariusz Marciniak, Piotr Radziszewski (Wolsztyn) |
| 2117 września 201717:00 | 1× · 3× · 1×         | 28:26(11:12) | 4× · 3×                               | gospodarz Widzów: 900 Sędzia: Mariusz Marciniak, Piotr Radziszewski (Wolsztyn) |

| 1917 września 201718:30 | MKS Kalisz    | 30:27(15:11) | Stal Mielec   | gospodarz Widzów: 2350 Sędzia: Łukasz Kamrowski (Cedry Wielkie) Piotr Wojdyr (Gdańsk) |
| 1917 września 201718:30 | Michał Drej 6 | 30:27(15:11) | 9 Rafał Krupa | gospodarz Widzów: 2350 Sędzia: Łukasz Kamrowski (Cedry Wielkie) Piotr Wojdyr (Gdańsk) |
| 1917 września 201718:30 | 10× · 3× · 2× | 30:27(15:11) | 5× · 3×       | gospodarz Widzów: 2350 Sędzia: Łukasz Kamrowski (Cedry Wielkie) Piotr Wojdyr (Gdańsk) |

### Seria 4 – 23.09.2017
| 2519 września 201719:00 | Stal Mielec       | 22:39(10:19) | PGE Vive Kielce                           | gospodarz Widzów: 299 Sędzia: Grzegorz Młyński (Zwoleń) Rafał Puszkarski (Legionowo) |
| 2519 września 201719:00 | Tomasz Mochocki 4 | 22:39(10:19) | 5 Blaž Janc 5 Manuel Štrlek 5 Darko Đukić | gospodarz Widzów: 299 Sędzia: Grzegorz Młyński (Zwoleń) Rafał Puszkarski (Legionowo) |
| 2519 września 201719:00 | 2× · 3×           | 22:39(10:19) | 5× · 3×                                   | gospodarz Widzów: 299 Sędzia: Grzegorz Młyński (Zwoleń) Rafał Puszkarski (Legionowo) |

| 3023 września 201713:00 | Wybrzeże Gdańsk  | 25:26(12:10) | Azoty-Puławy    | gospodarz Widzów: 1158 Sędzia: Bartosz Leszczyński, Marcin Piechota (Płock) |
| 3023 września 201713:00 | 7 Mateusz Wróbel | 25:26(12:10) | Witalij Titow 5 | gospodarz Widzów: 1158 Sędzia: Bartosz Leszczyński, Marcin Piechota (Płock) |
| 3023 września 201713:00 | 4× · 3× · 1×     | 25:26(12:10) | 5× · 3×         | gospodarz Widzów: 1158 Sędzia: Bartosz Leszczyński, Marcin Piechota (Płock) |

| 2823 września 201716:00 | Pogoń Szczecin   | 20:30(11:15) | NMC Górnik Zabrze     | gospodarz Widzów: 450 Sędzia: Krzysztof Bąk, Kamil Ciesielski (Zielona Góra) |
| 2823 września 201716:00 | Arkadiusz Bosy 5 | 20:30(11:15) | 10 Bartłomiej Tomczak | gospodarz Widzów: 450 Sędzia: Krzysztof Bąk, Kamil Ciesielski (Zielona Góra) |
| 2823 września 201716:00 | 4× · 3×          | 20:30(11:15) | 5× · 2×               | gospodarz Widzów: 450 Sędzia: Krzysztof Bąk, Kamil Ciesielski (Zielona Góra) |

| 2723 września 201718:00 | Chrobry Głogów  | 38:25(19:16) | Spójnia Gdynia                                          | gospodarz Widzów: 800 Sędzia: Andrzej Rajkiewicz (Szczecin) Jakub Tarczykowski (Przecław) |
| 2723 września 201718:00 | Marek Świtała 8 | 38:25(19:16) | 4 Paweł Oliferchuk 4 Robert Kamyszek 4 Maciej Marszałek | gospodarz Widzów: 800 Sędzia: Andrzej Rajkiewicz (Szczecin) Jakub Tarczykowski (Przecław) |
| 2723 września 201718:00 | 6× · 3×         | 38:25(19:16) | 6× · 3×                                                 | gospodarz Widzów: 800 Sędzia: Andrzej Rajkiewicz (Szczecin) Jakub Tarczykowski (Przecław) |

| 2923 września 201718:00 | Piotrkowianin Piotrków Trybunalski        | 33:26(19:15) | MKS Kalisz       | gospodarz Widzów: 690 Sędzia: Grzegorz Młyński (Zwoleń) Rafał Puszkarski (Legionowo) |
| 2923 września 201718:00 | Stanisław Makowiejew 7 Mateusz Góralski 7 | 33:26(19:15) | 6 Dzianis Krycki | gospodarz Widzów: 690 Sędzia: Grzegorz Młyński (Zwoleń) Rafał Puszkarski (Legionowo) |
| 2923 września 201718:00 | 5× · 3×                                   | 33:26(19:15) | 3× · 3×          | gospodarz Widzów: 690 Sędzia: Grzegorz Młyński (Zwoleń) Rafał Puszkarski (Legionowo) |

| 3223 września 201718:00 | Meble Wójcik Elbląg   | 29:20(11:9) | KPR Legionowo    | gospodarz Widzów: 280 Sędzia: Łukasz Kamrowski (Cedry Wielkie) Piotr Wojdyr (Gdańsk) |
| 3223 września 201718:00 | Bartosz Janiszewski 9 | 29:20(11:9) | 7 Kacper Adamski | gospodarz Widzów: 280 Sędzia: Łukasz Kamrowski (Cedry Wielkie) Piotr Wojdyr (Gdańsk) |
| 3223 września 201718:00 | 6× · 1×               | 29:20(11:9) | 6× · 3× · 1×     | gospodarz Widzów: 280 Sędzia: Łukasz Kamrowski (Cedry Wielkie) Piotr Wojdyr (Gdańsk) |

| 2623 września 201718:30 | Gwardia Opole       | 20:32(9:17) | Orlen Wisła Płock                      | gospodarz Widzów: 2600 Sędzia: Korneliusz Habierski, Grzegorz Skrobak (Głogów) |
| 2623 września 201718:30 | Przemysław Zadura 4 | 20:32(9:17) | 6 Przemysław Krajewski 6 Michał Daszek | gospodarz Widzów: 2600 Sędzia: Korneliusz Habierski, Grzegorz Skrobak (Głogów) |
| 2623 września 201718:30 | 4× · 3×             | 20:32(9:17) | 4× · 3×                                | gospodarz Widzów: 2600 Sędzia: Korneliusz Habierski, Grzegorz Skrobak (Głogów) |

| 3124 września 201713:00 | Zagłębie Lubin                        | 29:33(12:17) | MMTS Kwidzyn   | gospodarz Widzów: 872 Sędzia: Jakub Jerlecki, Maciej Łabuń (Szczecin) |
| 3124 września 201713:00 | Dawid Przysiek 5 Michał Stankiewicz 5 | 29:33(12:17) | 8 Marek Szpera | gospodarz Widzów: 872 Sędzia: Jakub Jerlecki, Maciej Łabuń (Szczecin) |
| 3124 września 201713:00 | 6× · 2×                               | 29:33(12:17) | 3× · 3× · 1×   | gospodarz Widzów: 872 Sędzia: Jakub Jerlecki, Maciej Łabuń (Szczecin) |

### Seria 5 – 30.09.2017
| 3326 września 201718:30 | PGE Vive Kielce | 40:24(22:15) | Piotrkowianin Piotrków Trybunalski | gospodarz Widzów: 2300 Sędzia: Sebastian Pelc, Jakub Pretzlaf (Rzeszów) |
| 3326 września 201718:30 | Darko Đukić 8   | 40:24(22:15) | 4 Mateusz Góralski 4 Adam Pacześny | gospodarz Widzów: 2300 Sędzia: Sebastian Pelc, Jakub Pretzlaf (Rzeszów) |
| 3326 września 201718:30 | 3× · 2×         | 40:24(22:15) | 4× · 3×                            | gospodarz Widzów: 2300 Sędzia: Sebastian Pelc, Jakub Pretzlaf (Rzeszów) |

| 3426 września 201718:30 | Azoty-Puławy                    | 24:24 k. 2:4(10:12, k. 2:4) | Orlen Wisła Płock                      | gospodarz Widzów: 820 Sędzia: Joanna Brehmer (Mikołów) Agnieszka Skowronek (Ruda Śląska) |
| 3426 września 201718:30 | Marko Panić 11                  | 24:24 k. 2:4(10:12, k. 2:4) | 9 Šime Ivić                            | gospodarz Widzów: 820 Sędzia: Joanna Brehmer (Mikołów) Agnieszka Skowronek (Ruda Śląska) |
| 3426 września 201718:30 | 5× · 3×                         | 24:24 k. 2:4(10:12, k. 2:4) | 4× · 3×                                | gospodarz Widzów: 820 Sędzia: Joanna Brehmer (Mikołów) Agnieszka Skowronek (Ruda Śląska) |
| 3426 września 201718:30 | Gumiński , Titow , Panić , Prce | Rzuty karne                 | Daszek , Ivić , Mihić , Žabič , Duarte | gospodarz Widzów: 820 Sędzia: Joanna Brehmer (Mikołów) Agnieszka Skowronek (Ruda Śląska) |

| 3630 września 201713:00 | NMC Górnik Zabrze    | 36:23(16:6) | Gwardia Opole     | gospodarz Widzów: 800 Sędzia: Marek Baranowski (Warszawa) Bogdan Lemanowicz (Łąck) |
| 3630 września 201713:00 | Bartłomiej Tomczak 9 | 36:23(16:6) | 5 Maciej Zarzycki | gospodarz Widzów: 800 Sędzia: Marek Baranowski (Warszawa) Bogdan Lemanowicz (Łąck) |
| 3630 września 201713:00 | 5× · 2×              | 36:23(16:6) | 5× · 3×           | gospodarz Widzów: 800 Sędzia: Marek Baranowski (Warszawa) Bogdan Lemanowicz (Łąck) |

| 3730 września 201714:00 | Spójnia Gdynia     | 24:18(13:9) | Pogoń Szczecin    | gospodarz Widzów: 300 Sędzia: Grzegorz Młyński (Zwoleń) Rafał Puszkarski (Legionowo) |
| 3730 września 201714:00 | Rafał Rychlewski 7 | 24:18(13:9) | 5 Mateusz Zaremba | gospodarz Widzów: 300 Sędzia: Grzegorz Młyński (Zwoleń) Rafał Puszkarski (Legionowo) |
| 3730 września 201714:00 | 4× · 2×            | 24:18(13:9) | 3× · 3×           | gospodarz Widzów: 300 Sędzia: Grzegorz Młyński (Zwoleń) Rafał Puszkarski (Legionowo) |

| 3930 września 201718:30 | MKS Kalisz       | 25:21(13:12) | Meble Wójcik Elbląg                    | gospodarz Widzów: 2200 Sędzia: Dariusz Mroczkowski, Jakub Mroczkowski (Sierpc) |
| 3930 września 201718:30 | Kirył Kniazieu 8 | 25:21(13:12) | 4 Bartosz Janiszewski 4 Piotr Adamczak | gospodarz Widzów: 2200 Sędzia: Dariusz Mroczkowski, Jakub Mroczkowski (Sierpc) |
| 3930 września 201718:30 | 5× · 3×          | 25:21(13:12) | 6× · 3×                                | gospodarz Widzów: 2200 Sędzia: Dariusz Mroczkowski, Jakub Mroczkowski (Sierpc) |

| 4030 września 201719:00 | KPR Legionowo     | 26:31(12:15) | Wybrzeże Gdańsk       | gospodarz Widzów: 300 Sędzia: Michał Chodorek, Paweł Popiel (Kielce) |
| 4030 września 201719:00 | lKacper Adamski 9 | 26:31(12:15) | 8 Wojciech Prymlewicz | gospodarz Widzów: 300 Sędzia: Michał Chodorek, Paweł Popiel (Kielce) |
| 4030 września 201719:00 | 6× · 2×           | 26:31(12:15) | 7× · 3×               | gospodarz Widzów: 300 Sędzia: Michał Chodorek, Paweł Popiel (Kielce) |

| 351 października 201718:00 | Chrobry Głogów | 23:26(12:11) | MMTS Kwidzyn                        | gospodarz Widzów: 900 Sędzia: Andrzej Kierczak (Michałowice) Tomasz Wrona (Kraków) |
| 351 października 201718:00 | Adam Babicz 6  | 23:26(12:11) | 6 Michał Potoczny 6 Adrian Nogowski | gospodarz Widzów: 900 Sędzia: Andrzej Kierczak (Michałowice) Tomasz Wrona (Kraków) |
| 351 października 201718:00 | 5× · 1×        | 23:26(12:11) | 6× · 3×                             | gospodarz Widzów: 900 Sędzia: Andrzej Kierczak (Michałowice) Tomasz Wrona (Kraków) |

| 381 października 201718:00 | Zagłębie Lubin      | 40:28(19:15) | Stal Mielec    | gospodarz Widzów: 890 Sędzia: Andrzej Rajkiewicz (Szczecin) Jakub Tarczykowski (Przecław) |
| 381 października 201718:00 | Arkadiusz Moryto 10 | 40:28(19:15) | 8 Wiktor Kawka | gospodarz Widzów: 890 Sędzia: Andrzej Rajkiewicz (Szczecin) Jakub Tarczykowski (Przecław) |
| 381 października 201718:00 | 5× · 3×             | 40:28(19:15) | 5× · 3×        | gospodarz Widzów: 890 Sędzia: Andrzej Rajkiewicz (Szczecin) Jakub Tarczykowski (Przecław) |

### Seria 6 – 07.10.2017
| 413 października 201720:15 | Meble Wójcik Elbląg | 22:38(10:21) | PGE Vive Kielce               | gospodarz Widzów: 1100 Sędzia: Bartosz Leszczyński, Marcin Piechota (Płock) |
| 413 października 201720:15 | Jakub Moryń 6       | 22:38(10:21) | 6 Manuel Štrlek 6 Darko Đukić | gospodarz Widzów: 1100 Sędzia: Bartosz Leszczyński, Marcin Piechota (Płock) |
| 413 października 201720:15 | 4× · 2×             | 22:38(10:21) | 3× · 3×                       | gospodarz Widzów: 1100 Sędzia: Bartosz Leszczyński, Marcin Piechota (Płock) |

| 484 października 201718:00 | Orlen Wisła Płock   | 37:25(21:12) | KPR Legionowo    | gospodarz Widzów: 1800 Sędzia: Dariusz Mroczkowski, Jakub Mroczkowski (Sierpc) |
| 484 października 201718:00 | Nemanja Obradović 6 | 37:25(21:12) | 7 Kacper Adamski | gospodarz Widzów: 1800 Sędzia: Dariusz Mroczkowski, Jakub Mroczkowski (Sierpc) |
| 484 października 201718:00 | 7× · 3×             | 37:25(21:12) | 8× · 3× · 1×     | gospodarz Widzów: 1800 Sędzia: Dariusz Mroczkowski, Jakub Mroczkowski (Sierpc) |

| 454 października 201720:15 | NMC Górnik Zabrze | 36:34(17:18) | Azoty-Puławy                    | gospodarz Widzów: 885 Sędzia: Sebastian Pelc, Jakub Pretzlaf (Rzeszów) |
| 454 października 201720:15 | Iso Sluijters 9   | 36:34(17:18) | 6 Marko Panić 6 Bartosz Jurecki | gospodarz Widzów: 885 Sędzia: Sebastian Pelc, Jakub Pretzlaf (Rzeszów) |
| 454 października 201720:15 | 6× · 3×           | 36:34(17:18) | 6× · 3×                         | gospodarz Widzów: 885 Sędzia: Sebastian Pelc, Jakub Pretzlaf (Rzeszów) |

| 437 października 201717:00 | Pogoń Szczecin  | 28:30(15:17) | Chrobry Głogów    | gospodarz Widzów: 550 Sędzia: Andrzej Gratunik (Zielona Góra) Mariusz Wołowicz (Wtórek) |
| 437 października 201717:00 | Dawid Krysiak 8 | 28:30(15:17) | 9 Michał Bartczak | gospodarz Widzów: 550 Sędzia: Andrzej Gratunik (Zielona Góra) Mariusz Wołowicz (Wtórek) |
| 437 października 201717:00 | 7× · 3×         | 28:30(15:17) | 5× · 3×           | gospodarz Widzów: 550 Sędzia: Andrzej Gratunik (Zielona Góra) Mariusz Wołowicz (Wtórek) |

| 447 października 201718:00 | Stal Mielec     | 37:32(19:14) | MMTS Kwidzyn      | gospodarz Widzów: 295 Sędzia: Michał Chodorek, Paweł Popiel (Kielce) |
| 447 października 201718:00 | Wiktor Kawka 11 | 37:32(19:14) | 9 Michał Potoczny | gospodarz Widzów: 295 Sędzia: Michał Chodorek, Paweł Popiel (Kielce) |
| 447 października 201718:00 | 3× · 3×         | 37:32(19:14) | 2× · 3×           | gospodarz Widzów: 295 Sędzia: Michał Chodorek, Paweł Popiel (Kielce) |

| 468 października 201716:00 | Piotrkowianin Piotrków Trybunalski | 29:26(16:14) | Zagłębie Lubin                   | gospodarz Widzów: 600 Sędzia: Cezary Figarski, Dariusz Żak (Radom) |
| 468 października 201716:00 | Stanisław Makowiejew 7             | 29:26(16:14) | 5 Jan Czuwara 5 Arkadiusz Moryto | gospodarz Widzów: 600 Sędzia: Cezary Figarski, Dariusz Żak (Radom) |
| 468 października 201716:00 | 4× · 3×                            | 29:26(16:14) | 2× · 3×                          | gospodarz Widzów: 600 Sędzia: Cezary Figarski, Dariusz Żak (Radom) |

| 427 listopada 201718:00 | Spójnia Gdynia    | 30:37(18:19) | Gwardia Opole  | gospodarz Widzów: 120 Sędzia: Dariusz Mroczkowski, Jakub Mroczkowski (Sierpc) |
| 427 listopada 201718:00 | Robert Kamyszek 6 | 30:37(18:19) | 9 Patryk Mauer | gospodarz Widzów: 120 Sędzia: Dariusz Mroczkowski, Jakub Mroczkowski (Sierpc) |
| 427 listopada 201718:00 | 3× · 3×           | 30:37(18:19) | 5× · 3×        | gospodarz Widzów: 120 Sędzia: Dariusz Mroczkowski, Jakub Mroczkowski (Sierpc) |

| 4711 listopada 201718:00 | Wybrzeże Gdańsk       | 22:32(10:15) | MKS Kalisz                        | gospodarz Widzów: 1000 Sędzia: Jakub Jerlecki, Maciej Łabuń (Szczecin) |
| 4711 listopada 201718:00 | Wojciech Prymlewicz 7 | 22:32(10:15) | 8 Kirył Kniazieu 8 Bartosz Wojdak | gospodarz Widzów: 1000 Sędzia: Jakub Jerlecki, Maciej Łabuń (Szczecin) |
| 4711 listopada 201718:00 | 5× · 2×               | 22:32(10:15) | 5× · 3×                           | gospodarz Widzów: 1000 Sędzia: Jakub Jerlecki, Maciej Łabuń (Szczecin) |

### Seria 7 – 14.10.2017
| 4910 października 201720:15 | PGE Vive Kielce  | 33:20(16:9) | NMC Górnik Zabrze | gospodarz Widzów: 2500 Sędzia: Korneliusz Habierski, Grzegorz Skrobak (Głogów) |
| 4910 października 201720:15 | Karol Bielecki 6 | 33:20(16:9) | 8 Marek Daćko     | gospodarz Widzów: 2500 Sędzia: Korneliusz Habierski, Grzegorz Skrobak (Głogów) |
| 4910 października 201720:15 | 4× · 4×          | 33:20(16:9) | 5× · 3×           | gospodarz Widzów: 2500 Sędzia: Korneliusz Habierski, Grzegorz Skrobak (Głogów) |

| 5011 października 201718:30 | Gwardia Opole       | 22:23(12:10) | MMTS Kwidzyn      | gospodarz Widzów: 1500 Sędzia: Joanna Brehmer (Mikołów) Agnieszka Skowronek (Ruda Śląska) |
| 5011 października 201718:30 | Mateusz Jankowski 8 | 22:23(12:10) | 6 Michał Potoczny | gospodarz Widzów: 1500 Sędzia: Joanna Brehmer (Mikołów) Agnieszka Skowronek (Ruda Śląska) |
| 5011 października 201718:30 | 3× · 3×             | 22:23(12:10) | 2× · 3×           | gospodarz Widzów: 1500 Sędzia: Joanna Brehmer (Mikołów) Agnieszka Skowronek (Ruda Śląska) |

| 5114 października 201713:00 | Zagłębie Lubin      | 21:36(10:17) | Orlen Wisła Płock    | gospodarz Widzów: 530 Sędzia: Andrzej Gratunik (Zielona Góra) Mariusz Wołowicz (Wtórek) |
| 5114 października 201713:00 | Valentin Ghionea 10 | 21:36(10:17) | 5 Michał Stankiewicz | gospodarz Widzów: 530 Sędzia: Andrzej Gratunik (Zielona Góra) Mariusz Wołowicz (Wtórek) |
| 5114 października 201713:00 | 3× · 3×             | 21:36(10:17) | 3× · 3×              | gospodarz Widzów: 530 Sędzia: Andrzej Gratunik (Zielona Góra) Mariusz Wołowicz (Wtórek) |

| 5214 października 201718:00 | Piotrkowianin Piotrków Trybunalski | 31:26(14:7) | Meble Wójcik Elbląg | gospodarz Widzów: 500 Sędzia: Andrzej Chrzan, Michał Janas (Tarnów) |
| 5214 października 201718:00 | Tomasz Mróz 6                      | 31:26(14:7) | 6 jakub Moryń       | gospodarz Widzów: 500 Sędzia: Andrzej Chrzan, Michał Janas (Tarnów) |
| 5214 października 201718:00 | 9×                                 | 31:26(14:7) | 2× · 2×             | gospodarz Widzów: 500 Sędzia: Andrzej Chrzan, Michał Janas (Tarnów) |

| 5314 października 201718:00 | Stal Mielec    | 33:25(12:13) | Wybrzeże Gdańsk       | gospodarz Widzów: 280 Sędzia: Cezary Figarski, Dariusz Żak (Radom) |
| 5314 października 201718:00 | Wiktor Kawka 7 | 33:25(12:13) | 8 Wojciech Prymlewicz | gospodarz Widzów: 280 Sędzia: Cezary Figarski, Dariusz Żak (Radom) |
| 5314 października 201718:00 | 4× · 3×        | 33:25(12:13) | 3× · 3×               | gospodarz Widzów: 280 Sędzia: Cezary Figarski, Dariusz Żak (Radom) |

| 5414 października 201718:00 | Azoty-Puławy  | 33:22(18:9) | Pogoń Szczecin     | gospodarz Widzów: 620 Sędzia: Marek Baranowski (Warszawa) Bogdan Lemanowicz (Łąck) |
| 5414 października 201718:00 | Marko Panić 6 | 33:22(18:9) | 7 Patryk Biernacki | gospodarz Widzów: 620 Sędzia: Marek Baranowski (Warszawa) Bogdan Lemanowicz (Łąck) |
| 5414 października 201718:00 | 4× · 3×       | 33:22(18:9) | 5× · 3×            | gospodarz Widzów: 620 Sędzia: Marek Baranowski (Warszawa) Bogdan Lemanowicz (Łąck) |

| 5614 października 201718:00 | KPR Legionowo | 22:31(11:14) | Chrobry Głogów   | gospodarz Widzów: 300 Sędzia: Michał Chodorek, Paweł Popiel (Kielce) |
| 5614 października 201718:00 | Kamil Ciok 5  | 22:31(11:14) | 6 Tomasz Klinger | gospodarz Widzów: 300 Sędzia: Michał Chodorek, Paweł Popiel (Kielce) |
| 5614 października 201718:00 | 2× · 3×       | 22:31(11:14) | 4× · 3×          | gospodarz Widzów: 300 Sędzia: Michał Chodorek, Paweł Popiel (Kielce) |

| 5514 października 201718:30 | MKS Kalisz           | 22:21(11:11) | Spójnia Gdynia                        | gospodarz Widzów: 2250 Sędzia: Sebastian Pelc, Jakub Pretzlaf (Rzeszów) |
| 5514 października 201718:30 | Arkadiusz Galewski 6 | 22:21(11:11) | 4 Rafał Rychlewski 4 Paweł Ćwikliński | gospodarz Widzów: 2250 Sędzia: Sebastian Pelc, Jakub Pretzlaf (Rzeszów) |
| 5514 października 201718:30 | 3× · 3×              | 22:21(11:11) | 4× · 3×                               | gospodarz Widzów: 2250 Sędzia: Sebastian Pelc, Jakub Pretzlaf (Rzeszów) |

### Seria 8 – 18.10.2017
| 5918 października 201718:00 | Chrobry Głogów   | 24:28(9:17) | Azoty-Puławy  | gospodarz Widzów: 1000 Sędzia: Krzysztof Bąk, Kamil Ciesielski (Zielona Góra) |
| 5918 października 201718:00 | Kamil Sadowski 9 | 24:28(9:17) | 8 Marko Panić | gospodarz Widzów: 1000 Sędzia: Krzysztof Bąk, Kamil Ciesielski (Zielona Góra) |
| 5918 października 201718:00 | 3× · 3×          | 24:28(9:17) | 4× · 3×       | gospodarz Widzów: 1000 Sędzia: Krzysztof Bąk, Kamil Ciesielski (Zielona Góra) |

| 6218 października 201718:00 | NMC Górnik Zabrze    | 33:26(16:14) | MKS Kalisz       | gospodarz Widzów: 700 Sędzia: Bartosz Leszczyński, Marcin Piechota (Płock) |
| 6218 października 201718:00 | Bartłomiej Tomczak 9 | 33:26(16:14) | 5 Kirył Kniazieu | gospodarz Widzów: 700 Sędzia: Bartosz Leszczyński, Marcin Piechota (Płock) |
| 6218 października 201718:00 | 3× · 4×              | 33:26(16:14) | 6× · 3×          | gospodarz Widzów: 700 Sędzia: Bartosz Leszczyński, Marcin Piechota (Płock) |

| 5718 października 201718:30 | Orlen Wisła Płock   | 30:31(15:17) | PGE Vive Kielce  | gospodarz Widzów: 5000 Sędzia: Jakub Jerlecki, Maciej Łabuń (Szczecin) |
| 5718 października 201718:30 | Valentin Ghionea 11 | 30:31(15:17) | 7 Karol Bielecki | gospodarz Widzów: 5000 Sędzia: Jakub Jerlecki, Maciej Łabuń (Szczecin) |
| 5718 października 201718:30 | 5× · 2×             | 30:31(15:17) | 5× · 3× · 1×     | gospodarz Widzów: 5000 Sędzia: Jakub Jerlecki, Maciej Łabuń (Szczecin) |

| 5818 października 201718:30 | Meble Wójcik Elbląg                          | 20:36(12:20) | Stal Mielec     | gospodarz Widzów: 150 Sędzia: Łukasz Kamrowski (Cedry Wielkie) Piotr Wojdyr (Gdańsk) |
| 5818 października 201718:30 | Filip Koper 4 Jakub Moryń 4 Mikołaj Kupiec 4 | 20:36(12:20) | 7 Łukasz Janyst | gospodarz Widzów: 150 Sędzia: Łukasz Kamrowski (Cedry Wielkie) Piotr Wojdyr (Gdańsk) |
| 5818 października 201718:30 | 8× · 2× · 1×                                 | 20:36(12:20) | 5× · 2×         | gospodarz Widzów: 150 Sędzia: Łukasz Kamrowski (Cedry Wielkie) Piotr Wojdyr (Gdańsk) |

| 6018 października 201718:30 | Wybrzeże Gdańsk       | 31:30(16:15) | Zagłębie Lubin | gospodarz Widzów: 1184 Sędzia: Dariusz Mroczkowski, Jakub Mroczkowski (Sierpc) |
| 6018 października 201718:30 | Wojciech Prymlewicz 9 | 31:30(16:15) | 7 Jan Czuwara  | gospodarz Widzów: 1184 Sędzia: Dariusz Mroczkowski, Jakub Mroczkowski (Sierpc) |
| 6018 października 201718:30 | 1× · 3×               | 31:30(16:15) | 4× · 3×        | gospodarz Widzów: 1184 Sędzia: Dariusz Mroczkowski, Jakub Mroczkowski (Sierpc) |

| 6118 października 201718:30 | Piotrkowianin Piotrków Trybunalski | 30:31(14:17) | MMTS Kwidzyn      | gospodarz Widzów: 520 Sędzia: Sebastian Pelc, Jakub Pretzlaf (Rzeszów) |
| 6118 października 201718:30 | Sebastian Iskra 5 Marcin Tórz 5    | 30:31(14:17) | 8 Michał Potoczny | gospodarz Widzów: 520 Sędzia: Sebastian Pelc, Jakub Pretzlaf (Rzeszów) |
| 6118 października 201718:30 | 2× · 3×                            | 30:31(14:17) | 8× · 2× · 1×      | gospodarz Widzów: 520 Sędzia: Sebastian Pelc, Jakub Pretzlaf (Rzeszów) |

| 6318 października 201718:30 | Pogoń Szczecin                         | 25:25 k. 4:2(13:14, k. 4:2) | Gwardia Opole                          | gospodarz Widzów: 400 Sędzia: Filip Fahner, Łukasz Kubis (Głogów) |
| 6318 października 201718:30 | Arkadiusz Bosy 5                       | 25:25 k. 4:2(13:14, k. 4:2) | 5 Przemysław Zadura 5 Antoni Łangowski | gospodarz Widzów: 400 Sędzia: Filip Fahner, Łukasz Kubis (Głogów) |
| 6318 października 201718:30 | 4× · 4×                                | 25:25 k. 4:2(13:14, k. 4:2) | 3× · 3×                                | gospodarz Widzów: 400 Sędzia: Filip Fahner, Łukasz Kubis (Głogów) |
| 6318 października 201718:30 | Krysiak , Bosy , Jedziniak , Biernacki | Rzuty karne                 | Lemaniak, Siwak, Morawski, Mauer       | gospodarz Widzów: 400 Sędzia: Filip Fahner, Łukasz Kubis (Głogów) |

| 6418 października 201719:00 | Spójnia Gdynia     | 31:34(15:16) | KPR Legionowo    | gospodarz Widzów: 150 Sędzia: Mariusz Marciniak, Piotr Radziszewski (Wolsztyn) |
| 6418 października 201719:00 | Robert Kamyszek 10 | 31:34(15:16) | 9 Kacper Adamski | gospodarz Widzów: 150 Sędzia: Mariusz Marciniak, Piotr Radziszewski (Wolsztyn) |
| 6418 października 201719:00 | 5× · 3×            | 31:34(15:16) | 6× · 2×          | gospodarz Widzów: 150 Sędzia: Mariusz Marciniak, Piotr Radziszewski (Wolsztyn) |

### Seria 9 – 11.11.2017
| 657 listopada 201720:15 | Wybrzeże Gdańsk                        | 26:32(12:17) | PGE Vive Kielce | Ergo Arena, Gdańsk Widzów: 5000 Sędzia: Andrzej Rajkiewicz, Jakub Tarczykowski (Szczecin) |
| 657 listopada 201720:15 | Mateusz Wróbel 5 Wojciech Prymlewicz 5 | 26:32(12:17) | Karol Bielecki  | Ergo Arena, Gdańsk Widzów: 5000 Sędzia: Andrzej Rajkiewicz, Jakub Tarczykowski (Szczecin) |
| 657 listopada 201720:15 | 3× · 3×                                | 26:32(12:17) | 3× · 3×         | Ergo Arena, Gdańsk Widzów: 5000 Sędzia: Andrzej Rajkiewicz, Jakub Tarczykowski (Szczecin) |

| 668 listopada 201718:30 | MKS Kalisz                           | 19:27(9:16) | Orlen Wisła Płock                        | gospodarz Widzów: 2389 Sędzia: Michał Chodorek, Paweł Popiel (Kielce) |
| 668 listopada 201718:30 | Dzianis Krycki 5 Michał Czerwiński 5 | 19:27(9:16) | 5 José Guilherme De Toledo 5 Lovro Mihić | gospodarz Widzów: 2389 Sędzia: Michał Chodorek, Paweł Popiel (Kielce) |
| 668 listopada 201718:30 | 2× · 3×                              | 19:27(9:16) | 4× · 2×                                  | gospodarz Widzów: 2389 Sędzia: Michał Chodorek, Paweł Popiel (Kielce) |

| 6711 listopada 201713:00 | Chrobry Głogów   | 23:24(10:11) | Gwardia Opole   | gospodarz Widzów: 1500 Sędzia: Krzysztof Bąk, Kamil Ciesielski (Zielona Góra) |
| 6711 listopada 201713:00 | Kamil Sadowski 6 | 23:24(10:11) | 12 Patryk Mauer | gospodarz Widzów: 1500 Sędzia: Krzysztof Bąk, Kamil Ciesielski (Zielona Góra) |
| 6711 listopada 201713:00 | 6× · 3×          | 23:24(10:11) | 5× · 3×         | gospodarz Widzów: 1500 Sędzia: Krzysztof Bąk, Kamil Ciesielski (Zielona Góra) |

| 6811 listopada 201717:00 | MMTS Kwidzyn  | 32:29(16:13) | Pogoń Szczecin | gospodarz Widzów: 1400 Sędzia: Dariusz Mroczkowski, Jakub Mroczkowski (Sierpc) |
| 6811 listopada 201717:00 | Paweł Genda 9 | 32:29(16:13) | 8 Paweł Krupa  | gospodarz Widzów: 1400 Sędzia: Dariusz Mroczkowski, Jakub Mroczkowski (Sierpc) |
| 6811 listopada 201717:00 | 1× · 3×       | 32:29(16:13) | 5× · 3×        | gospodarz Widzów: 1400 Sędzia: Dariusz Mroczkowski, Jakub Mroczkowski (Sierpc) |

| 6911 listopada 201718:00 | Azoty-Puławy         | 40:25(19:14) | Spójnia Gdynia | gospodarz Widzów: 750 Sędzia: Grzegorz Młyński (Zwoleń) Rafał Puszkarski (Legionowo) |
| 6911 listopada 201718:00 | Patryk Kuchczyński 8 | 40:25(19:14) | 7 Kamil Pedryc | gospodarz Widzów: 750 Sędzia: Grzegorz Młyński (Zwoleń) Rafał Puszkarski (Legionowo) |
| 6911 listopada 201718:00 | 4× · 3×              | 40:25(19:14) | 3× · 3×        | gospodarz Widzów: 750 Sędzia: Grzegorz Młyński (Zwoleń) Rafał Puszkarski (Legionowo) |

| 7111 listopada 201718:00 | Stal Mielec                  | 28:29(13:12) | Piotrkowianin Piotrków Trybunalski | gospodarz Widzów: 299 Sędzia: Joanna Brehmer (Mikołów) Agnieszka Skowronek (Ruda Śląska) |
| 7111 listopada 201718:00 | Wiktor Kawka 6 Rafał Krupa 6 | 28:29(13:12) | 7 Szymon Woynowski                 | gospodarz Widzów: 299 Sędzia: Joanna Brehmer (Mikołów) Agnieszka Skowronek (Ruda Śląska) |
| 7111 listopada 201718:00 | 5× · 1×                      | 28:29(13:12) | 5× · 4×                            | gospodarz Widzów: 299 Sędzia: Joanna Brehmer (Mikołów) Agnieszka Skowronek (Ruda Śląska) |

| 7212 listopada 201716:00 | KPR Legionowo    | 18:32(6:16) | NMC Górnik Zabrze    | gospodarz Widzów: 650 Sędzia: Łukasz Kamrowski (Cedry Wielkie) Piotr Wojdyr (Gdańsk) |
| 7212 listopada 201716:00 | Kacper Adamski 6 | 18:32(6:16) | 7 Bartłomiej Tomczak | gospodarz Widzów: 650 Sędzia: Łukasz Kamrowski (Cedry Wielkie) Piotr Wojdyr (Gdańsk) |
| 7212 listopada 201716:00 | 5× · 3×          | 18:32(6:16) | 4× · 3×              | gospodarz Widzów: 650 Sędzia: Łukasz Kamrowski (Cedry Wielkie) Piotr Wojdyr (Gdańsk) |

| 7012 listopada 201718:30 | Zagłębie Lubin     | 30:29(12:15) | Meble Wójcik Elbląg | gospodarz Widzów: 470 Sędzia: Mariusz Marciniak, Piotr Radziszewski (Wolsztyn) |
| 7012 listopada 201718:30 | Arkadiusz Moryto 8 | 30:29(12:15) | 8 Piotr Adamczak    | gospodarz Widzów: 470 Sędzia: Mariusz Marciniak, Piotr Radziszewski (Wolsztyn) |
| 7012 listopada 201718:30 | 7× · 3×            | 30:29(12:15) | 6× · 4× · 1×        | gospodarz Widzów: 470 Sędzia: Mariusz Marciniak, Piotr Radziszewski (Wolsztyn) |

### Seria 10 – 18.11.2017
| 7314 listopada 201718:00 | Pogoń Szczecin    | 29:38(13:22) | PGE Vive Kielce  | gospodarz Widzów: 1500 Sędzia: Filip Fahner, Łukasz Kubis (Głogów) |
| 7314 listopada 201718:00 | Mateusz Zaremba 9 | 29:38(13:22) | 6 Karol Bielecki | gospodarz Widzów: 1500 Sędzia: Filip Fahner, Łukasz Kubis (Głogów) |
| 7314 listopada 201718:00 | 2× · 3×           | 29:38(13:22) | 2× · 2×          | gospodarz Widzów: 1500 Sędzia: Filip Fahner, Łukasz Kubis (Głogów) |

| 7515 listopada 201718:00 | Orlen Wisła Płock          | 29:17(15:8) | Meble Wójcik Elbląg           | gospodarz Widzów: 1500 Sędzia: Łukasz Kamrowski (Cedry Wielkie) Piotr Wojdyr (Gdańsk) |
| 7515 listopada 201718:00 | José Guilherme De Toledo 6 | 29:17(15:8) | 4 Mikołaj Kupiec 4 Kamil Netz | gospodarz Widzów: 1500 Sędzia: Łukasz Kamrowski (Cedry Wielkie) Piotr Wojdyr (Gdańsk) |
| 7515 listopada 201718:00 | 4× · 3×                    | 29:17(15:8) | 4× · 3×                       | gospodarz Widzów: 1500 Sędzia: Łukasz Kamrowski (Cedry Wielkie) Piotr Wojdyr (Gdańsk) |

| 7415 listopada 201718:30 | Gwardia Opole  | 28:21(15:11) | MKS Kalisz       | gospodarz Widzów: 1000 Sędzia: Sebastian Pelc, Jakub Pretzlaf (Rzeszów) |
| 7415 listopada 201718:30 | Patryk Mauer 9 | 28:21(15:11) | 8 Kirył Kniazieu | gospodarz Widzów: 1000 Sędzia: Sebastian Pelc, Jakub Pretzlaf (Rzeszów) |
| 7415 listopada 201718:30 | 2× · 3×        | 28:21(15:11) | 6× · 3×          | gospodarz Widzów: 1000 Sędzia: Sebastian Pelc, Jakub Pretzlaf (Rzeszów) |

| 7615 listopada 201719:00 | KPR Legionowo                                             | 22:25(10:10) | Azoty-Puławy                       | gospodarz Widzów: 400 Sędzia: Michał Chodorek, Paweł Popiel (Kielce) |
| 7615 listopada 201719:00 | Kacper Adamski 5 Michał Grabowski 5 Wiktor Jędrzejewski 5 | 22:25(10:10) | 5 Patryk Kuchczyński 5 Marko Panić | gospodarz Widzów: 400 Sędzia: Michał Chodorek, Paweł Popiel (Kielce) |
| 7615 listopada 201719:00 | 2× · 3×                                                   | 22:25(10:10) | 4× · 3×                            | gospodarz Widzów: 400 Sędzia: Michał Chodorek, Paweł Popiel (Kielce) |

| 7715 listopada 201720:15 | MMTS Kwidzyn      | 24:22(14:11) | Wybrzeże Gdańsk   | gospodarz Widzów: 1400 Sędzia: Marek Baranowski (Warszawa) Bogdan Lemanowicz (Łąck) |
| 7715 listopada 201720:15 | Adrian Nogowski 6 | 24:22(14:11) | 7 Łukasz Rogulski | gospodarz Widzów: 1400 Sędzia: Marek Baranowski (Warszawa) Bogdan Lemanowicz (Łąck) |
| 7715 listopada 201720:15 | 3×                | 24:22(14:11) | 4× · 3×           | gospodarz Widzów: 1400 Sędzia: Marek Baranowski (Warszawa) Bogdan Lemanowicz (Łąck) |

| 7817 listopada 201717:00 | Spójnia Gdynia                       | 31:35(16:15) | Stal Mielec  | gospodarz Widzów: 150 Sędzia: Jakub Jerlecki, Maciej Łabuń (Szczecin) |
| 7817 listopada 201717:00 | Robert Kamyszek 8 Rafał Rychlewski 8 | 31:35(16:15) | 8 Paweł Wilk | gospodarz Widzów: 150 Sędzia: Jakub Jerlecki, Maciej Łabuń (Szczecin) |
| 7817 listopada 201717:00 | 6× · 3× · 1×                         | 31:35(16:15) | 6× · 4× · 1× | gospodarz Widzów: 150 Sędzia: Jakub Jerlecki, Maciej Łabuń (Szczecin) |

| 8017 listopada 201719:00 | Piotrkowianin Piotrków Trybunalski | 26:28(14:15) | NMC Górnik Zabrze | gospodarz Widzów: 700 Sędzia: Bartosz Leszczyński, Marcin Piechota (Płock) |
| 8017 listopada 201719:00 | Stanisław Makowiejew 6             | 26:28(14:15) | 9 Marek Daćko     | gospodarz Widzów: 700 Sędzia: Bartosz Leszczyński, Marcin Piechota (Płock) |
| 8017 listopada 201719:00 | 4× · 3×                            | 26:28(14:15) | 3× · 3×           | gospodarz Widzów: 700 Sędzia: Bartosz Leszczyński, Marcin Piechota (Płock) |

| 7918 listopada 201718:00 | Chrobry Głogów    | 30:29(14:14) | Zagłębie Lubin   | gospodarz Widzów: 1100 Sędzia: Andrzej Rajkiewicz, Jakub Tarczykowski (Szczecin) |
| 7918 listopada 201718:00 | Kamil Sadowski 10 | 30:29(14:14) | 8 Dawid Przysiek | gospodarz Widzów: 1100 Sędzia: Andrzej Rajkiewicz, Jakub Tarczykowski (Szczecin) |
| 7918 listopada 201718:00 | 6× · 4×           | 30:29(14:14) | 4× · 3× · 1×     | gospodarz Widzów: 1100 Sędzia: Andrzej Rajkiewicz, Jakub Tarczykowski (Szczecin) |

### Seria 11 – 25.11.2017
| 8121 listopada 201718:30 | PGE Vive Kielce                   | 46:23(21:11) | Chrobry Głogów   | gospodarz Widzów: 2100 Sędzia: Grzegorz Młyński (Zwoleń) Rafał Puszkarski (Legionowo) |
| 8121 listopada 201718:30 | Michał Jurecki 6 Karol Bielecki 6 | 46:23(21:11) | 8 Kamil Sadowski | gospodarz Widzów: 2100 Sędzia: Grzegorz Młyński (Zwoleń) Rafał Puszkarski (Legionowo) |
| 8121 listopada 201718:30 | 3×                                | 46:23(21:11) | 2× · 3×          | gospodarz Widzów: 2100 Sędzia: Grzegorz Młyński (Zwoleń) Rafał Puszkarski (Legionowo) |

| 8322 listopada 201718:00 | Azoty-Puławy                                      | 27:18(18:6) | MMTS Kwidzyn                        | gospodarz Widzów: 700 Sędzia: Bartosz Leszczyński, Marcin Piechota (Płock) |
| 8322 listopada 201718:00 | Adam Skrabania 4 Mateusz Seroka 4 Witalij Titow 4 | 27:18(18:6) | 4 Adrian Nogowski 4 Andrzej Kryński | gospodarz Widzów: 700 Sędzia: Bartosz Leszczyński, Marcin Piechota (Płock) |
| 8322 listopada 201718:00 | 5× · 3×                                           | 27:18(18:6) | 2× · 2×                             | gospodarz Widzów: 700 Sędzia: Bartosz Leszczyński, Marcin Piechota (Płock) |

| 8222 listopada 201718:30 | Piotrkowianin Piotrków Trybunalski | 23:31(9:14) | Orlen Wisła Płock | gospodarz Sędzia: Sebastian Pelc, Jakub Pretzlaf (Rzeszów) |
| 8222 listopada 201718:30 | Mateusz Góralski 5                 | 23:31(9:14) | 6 Michał Daszek   | gospodarz Sędzia: Sebastian Pelc, Jakub Pretzlaf (Rzeszów) |
| 8222 listopada 201718:30 | 3×                                 | 23:31(9:14) | 5× · 3×           | gospodarz Sędzia: Sebastian Pelc, Jakub Pretzlaf (Rzeszów) |

| 8422 listopada 201719:00 | KPR Legionowo                                    | 21:21 k. 5:4(8:13, k. 5:4) | Gwardia Opole                             | gospodarz Widzów: 300 Sędzia: Joanna Brehmer (Mikołów) Agnieszka Skowronek (Ruda Śląska) |
| 8422 listopada 201719:00 | Kacper Adamski 8                                 | 21:21 k. 5:4(8:13, k. 5:4) | 4 Mateusz Morawski                        | gospodarz Widzów: 300 Sędzia: Joanna Brehmer (Mikołów) Agnieszka Skowronek (Ruda Śląska) |
| 8422 listopada 201719:00 | 1× · 3×                                          | 21:21 k. 5:4(8:13, k. 5:4) | 3× · 2×                                   | gospodarz Widzów: 300 Sędzia: Joanna Brehmer (Mikołów) Agnieszka Skowronek (Ruda Śląska) |
| 8422 listopada 201719:00 | Adamski , Grabowski , Ciok , Suliński , Ignasiak | Rzuty karne                | Lemaniak, Siwak, Morawski, Mokrzki, Mauer | gospodarz Widzów: 300 Sędzia: Joanna Brehmer (Mikołów) Agnieszka Skowronek (Ruda Śląska) |

| 8723 listopada 201718:00 | Zagłębie Lubin   | 36:26(19:12) | Spójnia Gdynia     | gospodarz Widzów: 511 Sędzia: Andrzej Gratunik (Zielona Góra) Mariusz Wołowicz (Wtórek) |
| 8723 listopada 201718:00 | Dawid Przysiek 9 | 36:26(19:12) | 5 Rafał Rychlewski | gospodarz Widzów: 511 Sędzia: Andrzej Gratunik (Zielona Góra) Mariusz Wołowicz (Wtórek) |
| 8723 listopada 201718:00 | 6× · 3× · 1×     | 36:26(19:12) | 3× · 3× · 1×       | gospodarz Widzów: 511 Sędzia: Andrzej Gratunik (Zielona Góra) Mariusz Wołowicz (Wtórek) |

| 8624 listopada 201718:00 | Stal Mielec                  | 29:35(11:18) | NMC Górnik Zabrze                     | gospodarz Widzów: 290 Sędzia: Cezary Figarski, Dariusz Żak (Radom) |
| 8624 listopada 201718:00 | Pior Krępa 5 Łukasz Janyst 5 | 29:35(11:18) | 8 Marek Daćko 8 Aleksander Tatarincew | gospodarz Widzów: 290 Sędzia: Cezary Figarski, Dariusz Żak (Radom) |
| 8624 listopada 201718:00 | 4× · 3×                      | 29:35(11:18) | 6× · 3×                               | gospodarz Widzów: 290 Sędzia: Cezary Figarski, Dariusz Żak (Radom) |

| 8525 listopada 201717:00 | Meble Wójcik Elbląg                          | 18:29(9:13) | Wybrzeże Gdańsk | gospodarz Widzów: 290 Sędzia: Andrzej Rajkiewicz, Jakub Tarczykowski (Szczecin) |
| 8525 listopada 201717:00 | Filip Koper 4 Jakub Moryń 4 Mikołaj Kupiec 4 | 18:29(9:13) | Piotr Papaj     | gospodarz Widzów: 290 Sędzia: Andrzej Rajkiewicz, Jakub Tarczykowski (Szczecin) |
| 8525 listopada 201717:00 | 6× · 3× · 1×                                 | 18:29(9:13) | 5× · 3×         | gospodarz Widzów: 290 Sędzia: Andrzej Rajkiewicz, Jakub Tarczykowski (Szczecin) |

| 8826 listopada 201713:00 | Pogoń Szczecin                    | 28:17(14:9) | MKS Kalisz                            | gospodarz Widzów: 700 Sędzia: Krzysztof Bąk, Kamil Ciesielski (Zielona Góra) |
| 8826 listopada 201713:00 | Mateusz Zaremba 5 Dawid Krysiak 5 | 28:17(14:9) | 3 Bartosz Wojdak 3 Arkadiusz Galewski | gospodarz Widzów: 700 Sędzia: Krzysztof Bąk, Kamil Ciesielski (Zielona Góra) |
| 8826 listopada 201713:00 | 3× · 3×                           | 28:17(14:9) | 6× · 3× · 1×                          | gospodarz Widzów: 700 Sędzia: Krzysztof Bąk, Kamil Ciesielski (Zielona Góra) |

### Seria 12 – 02.12.2017
| 8928 listopada 201719:00 | Spójnia Gdynia    | 27:46(12:27) | PGE Vive Kielce | gospodarz Widzów: 480 Sędzia: Dariusz Mroczkowski, Jakub Mroczkowski (Sierpc) |
| 8928 listopada 201719:00 | Robert Kamyszek 9 | 27:46(12:27) | 8 Manuel Štrlek | gospodarz Widzów: 480 Sędzia: Dariusz Mroczkowski, Jakub Mroczkowski (Sierpc) |
| 8928 listopada 201719:00 | 1× · 3×           | 27:46(12:27) | 3× · 3×         | gospodarz Widzów: 480 Sędzia: Dariusz Mroczkowski, Jakub Mroczkowski (Sierpc) |

| 9029 listopada 201718:00 | Orlen Wisła Płock                        | 37:26(17:12) | Stal Mielec     | gospodarz Widzów: 1200 Sędzia: Korneliusz Habierski, Grzegorz Skrobak (Głogów) |
| 9029 listopada 201718:00 | Lovro Mihić 6 José Guilherme De Toledo 6 | 37:26(17:12) | 6 Łukasz Janyst | gospodarz Widzów: 1200 Sędzia: Korneliusz Habierski, Grzegorz Skrobak (Głogów) |
| 9029 listopada 201718:00 | 3× · 3×                                  | 37:26(17:12) | 1× · 3×         | gospodarz Widzów: 1200 Sędzia: Korneliusz Habierski, Grzegorz Skrobak (Głogów) |

| 922 grudnia 201713:00 | Gwardia Opole       | 29:33(15:20) | Azoty-Puławy   | gospodarz Widzów: 1300 Sędzia: Krzysztof Bąk, Kamil Ciesielski (Zielona Góra) |
| 922 grudnia 201713:00 | Mateusz Jankowski 6 | 29:33(15:20) | 10 Marko Panić | gospodarz Widzów: 1300 Sędzia: Krzysztof Bąk, Kamil Ciesielski (Zielona Góra) |
| 922 grudnia 201713:00 | 3× · 3×             | 29:33(15:20) | 4× · 3×        | gospodarz Widzów: 1300 Sędzia: Krzysztof Bąk, Kamil Ciesielski (Zielona Góra) |

| 952 grudnia 201716:00 | Pogoń Szczecin | 28:24(11:14) | KPR Legionowo    | gospodarz Widzów: 300 Sędzia: Łukasz Kamrowski (Cedry Wielkie) Piotr Wojdyr (Gdańsk) |
| 952 grudnia 201716:00 | Paweł Krupa 8  | 28:24(11:14) | 9 Kacper Adamski | gospodarz Widzów: 300 Sędzia: Łukasz Kamrowski (Cedry Wielkie) Piotr Wojdyr (Gdańsk) |
| 952 grudnia 201716:00 | 4× · 3× · 1×   | 28:24(11:14) | 6× · 2× · 2×     | gospodarz Widzów: 300 Sędzia: Łukasz Kamrowski (Cedry Wielkie) Piotr Wojdyr (Gdańsk) |

| 912 grudnia 201717:00 | MMTS Kwidzyn   | 27:21(15:11) | Meble Wójcik Elbląg | gospodarz Widzów: 1100 Sędzia: Grzegorz Młyński (Zwoleń) Rafał Puszkarski (Legionowo) |
| 912 grudnia 201717:00 | Paweł Genda 10 | 27:21(15:11) | 6 Filip Koper       | gospodarz Widzów: 1100 Sędzia: Grzegorz Młyński (Zwoleń) Rafał Puszkarski (Legionowo) |
| 912 grudnia 201717:00 | 4× · 3×        | 27:21(15:11) | 4× · 3×             | gospodarz Widzów: 1100 Sędzia: Grzegorz Młyński (Zwoleń) Rafał Puszkarski (Legionowo) |

| 932 grudnia 201717:00 | Chrobry Głogów   | 27:26(14:13) | MKS Kalisz       | gospodarz Widzów: 800 Sędzia: Jakub Jerlecki, Maciej Łabuń (Szczecin) |
| 932 grudnia 201717:00 | Mariusz Gujski 7 | 27:26(14:13) | 9 Kirył Kniazieu | gospodarz Widzów: 800 Sędzia: Jakub Jerlecki, Maciej Łabuń (Szczecin) |
| 932 grudnia 201717:00 | 5× · 3×          | 27:26(14:13) | 7× · 3× · 1×     | gospodarz Widzów: 800 Sędzia: Jakub Jerlecki, Maciej Łabuń (Szczecin) |

| 942 grudnia 201718:00 | Wybrzeże Gdańsk  | 29:20(15:10) | Piotrkowianin Piotrków Trybunalski | gospodarz Widzów: 1158 Sędzia: Dariusz Mroczkowski, Jakub Mroczkowski (Sierpc) |
| 942 grudnia 201718:00 | Mateusz Wróbel 7 | 29:20(15:10) | 6 Szymon Woynowski                 | gospodarz Widzów: 1158 Sędzia: Dariusz Mroczkowski, Jakub Mroczkowski (Sierpc) |
| 942 grudnia 201718:00 | 5× · 3×          | 29:20(15:10) | 2× · 3×                            | gospodarz Widzów: 1158 Sędzia: Dariusz Mroczkowski, Jakub Mroczkowski (Sierpc) |

| 963 grudnia 201717:30 | NMC Górnik Zabrze | 33:31(19:17) | Zagłębie Lubin     | gospodarz Widzów: 1000 Sędzia: Cezary Figarski, Dariusz Żak (Radom) |
| 963 grudnia 201717:30 | Patryk Gluch 8    | 33:31(19:17) | 9 Arkadiusz Moryto | gospodarz Widzów: 1000 Sędzia: Cezary Figarski, Dariusz Żak (Radom) |
| 963 grudnia 201717:30 | 3× · 3×           | 33:31(19:17) | 4× · 3×            | gospodarz Widzów: 1000 Sędzia: Cezary Figarski, Dariusz Żak (Radom) |

### Seria 13 – 06.12.2017
| 976 grudnia 201718:00 | Azoty-Puławy  | 27:22(17:11) | MKS Kalisz                            | gospodarz Widzów: 600 Sędzia: Marek Baranowski (Warszawa) Bogdan Lemanowicz (Łąck) |
| 976 grudnia 201718:00 | Nikola Prce 7 | 27:22(17:11) | 4 Arkadiusz Galewski 4 Artur Klopsteg | gospodarz Widzów: 600 Sędzia: Marek Baranowski (Warszawa) Bogdan Lemanowicz (Łąck) |
| 976 grudnia 201718:00 | 5× · 3×       | 27:22(17:11) | 3× · 2×                               | gospodarz Widzów: 600 Sędzia: Marek Baranowski (Warszawa) Bogdan Lemanowicz (Łąck) |

| 1026 grudnia 201718:00 | Zagłębie Lubin                          | 31:31 k. 4:3(18:16, k. 4:3) | Pogoń Szczecin                          | gospodarz Widzów: 521 Sędzia: Mariusz Marciniak, Piotr Radziszewski (Wolsztyn) |
| 1026 grudnia 201718:00 | Arkadiusz Moryto 7                      | 31:31 k. 4:3(18:16, k. 4:3) | 10 Mateusz Zaremba                      | gospodarz Widzów: 521 Sędzia: Mariusz Marciniak, Piotr Radziszewski (Wolsztyn) |
| 1026 grudnia 201718:00 | 4× · 3× · 1×                            | 31:31 k. 4:3(18:16, k. 4:3) | 6× · 2×                                 | gospodarz Widzów: 521 Sędzia: Mariusz Marciniak, Piotr Radziszewski (Wolsztyn) |
| 1026 grudnia 201718:00 | Moryto , Dudkowski , Bondzior , Czuwara | Rzuty karne                 | Krysiak, Bosy, Jedziniak, Radosz, Krupa | gospodarz Widzów: 521 Sędzia: Mariusz Marciniak, Piotr Radziszewski (Wolsztyn) |

| 1036 grudnia 201718:00 | Stal Mielec    | 29:17(12:11) | Chrobry Głogów | gospodarz Widzów: 290 Sędzia: Cezary Figarski, Dariusz Żak (Radom) |
| 1036 grudnia 201718:00 | Wiktor Kawka 8 | 29:17(12:11) | 4 Adam Babicz  | gospodarz Widzów: 290 Sędzia: Cezary Figarski, Dariusz Żak (Radom) |
| 1036 grudnia 201718:00 | 4× · 3×        | 29:17(12:11) | 5× · 3×        | gospodarz Widzów: 290 Sędzia: Cezary Figarski, Dariusz Żak (Radom) |

| 1046 grudnia 201718:00 | MMTS Kwidzyn  | 27:24(13:12) | KPR Legionowo    | gospodarz Widzów: 1000 Sędzia: Andrzej Rajkiewicz, Jakub Tarczykowski (Szczecin) |
| 1046 grudnia 201718:00 | Paweł Genda 8 | 27:24(13:12) | 7 Kacper Adamski | gospodarz Widzów: 1000 Sędzia: Andrzej Rajkiewicz, Jakub Tarczykowski (Szczecin) |
| 1046 grudnia 201718:00 | 2× · 3×       | 27:24(13:12) | 6× · 3× · 1×     | gospodarz Widzów: 1000 Sędzia: Andrzej Rajkiewicz, Jakub Tarczykowski (Szczecin) |

| 986 grudnia 201718:30 | Gwardia Opole  | 21:43(7:21) | PGE Vive Kielce | gospodarz Widzów: 2800 Sędzia: Korneliusz Habierski, Grzegorz Skrobak (Głogów) |
| 986 grudnia 201718:30 | Patryk Mauer 8 | 21:43(7:21) | 7 Manuel Štrlek | gospodarz Widzów: 2800 Sędzia: Korneliusz Habierski, Grzegorz Skrobak (Głogów) |
| 986 grudnia 201718:30 | 4× · 4×        | 21:43(7:21) | 5× · 3×         | gospodarz Widzów: 2800 Sędzia: Korneliusz Habierski, Grzegorz Skrobak (Głogów) |

| 1006 grudnia 201718:30 | Piotrkowianin Piotrków Trybunalski | 39:32(16:18) | Spójnia Gdynia                                                       | gospodarz Widzów: 500 Sędzia: Jakub Gnyszka, Mateusz Stonoga (Ozimek) |
| 1006 grudnia 201718:30 | Piotr Swat 8                       | 39:32(16:18) | 6 Rafał Jamioł 6 Robert Kamyszek 6 Rafał Rychlewski 6 Adam Lisiewicz | gospodarz Widzów: 500 Sędzia: Jakub Gnyszka, Mateusz Stonoga (Ozimek) |
| 1006 grudnia 201718:30 | 5× · 3×                            | 39:32(16:18) | 2× · 3×                                                              | gospodarz Widzów: 500 Sędzia: Jakub Gnyszka, Mateusz Stonoga (Ozimek) |

| 1016 grudnia 201718:30 | Meble Wójcik Elbląg                              | 17:28(7:12) | NMC Górnik Zabrze | gospodarz Widzów: 150 Sędzia: Łukasz Kamrowski (Cedry Wielkie) Piotr Wojdyr (Gdańsk) |
| 1016 grudnia 201718:30 | Mikołaj Kupiec 3 Jakub Moryń 3 3 Adam Nowakowski | 17:28(7:12) | Ignacy Bąk        | gospodarz Widzów: 150 Sędzia: Łukasz Kamrowski (Cedry Wielkie) Piotr Wojdyr (Gdańsk) |
| 1016 grudnia 201718:30 | 7× · 3×                                          | 17:28(7:12) | 2× · 3×           | gospodarz Widzów: 150 Sędzia: Łukasz Kamrowski (Cedry Wielkie) Piotr Wojdyr (Gdańsk) |

| 996 grudnia 201719:00 | Wybrzeże Gdańsk | 26:31(12:15) | Orlen Wisła Płock      | Ergo Arena, Gdańsk/Sopot Widzów: 1266 Sędzia: Jakub Jerlecki, Maciej Łabuń (Szczecin) |
| 996 grudnia 201719:00 | Piotr Papaj 8   | 26:31(12:15) | 7 Przemysław Krajewski | Ergo Arena, Gdańsk/Sopot Widzów: 1266 Sędzia: Jakub Jerlecki, Maciej Łabuń (Szczecin) |
| 996 grudnia 201719:00 | 6× · 3×         | 26:31(12:15) | 4× · 3×                | Ergo Arena, Gdańsk/Sopot Widzów: 1266 Sędzia: Jakub Jerlecki, Maciej Łabuń (Szczecin) |

### Seria 14 – 09.12.2017
| 1088 grudnia 201718:00 | Chrobry Głogów   | 30:28(14:12) | Piotrkowianin Piotrków Trybunalski | gospodarz Widzów: 700 Sędzia: Krzysztof Bąk, Kamil Ciesielski (Zielona Góra) |
| 1088 grudnia 201718:00 | Kamil Sadowski 7 | 30:28(14:12) | 5 Piotr Swat 5 Adam Pacześny       | gospodarz Widzów: 700 Sędzia: Krzysztof Bąk, Kamil Ciesielski (Zielona Góra) |
| 1088 grudnia 201718:00 | 6× · 3×          | 30:28(14:12) | 6× · 4×                            | gospodarz Widzów: 700 Sędzia: Krzysztof Bąk, Kamil Ciesielski (Zielona Góra) |

| 1059 grudnia 201713:00 | MMTS Kwidzyn                             | 24:38(11:14) | Orlen Wisła Płock                        | gospodarz Widzów: 1200 Sędzia: Mariusz Marciniak, Piotr Radziszewski (Wolsztyn) |
| 1059 grudnia 201713:00 | Maciej Pilitowski 5 Arkadiusz Ossowski 5 | 24:38(11:14) | 7 Przemysław Krajewski 7 Gilberto Duarte | gospodarz Widzów: 1200 Sędzia: Mariusz Marciniak, Piotr Radziszewski (Wolsztyn) |
| 1059 grudnia 201713:00 | 3× · 3×                                  | 24:38(11:14) | 1× · 3×                                  | gospodarz Widzów: 1200 Sędzia: Mariusz Marciniak, Piotr Radziszewski (Wolsztyn) |

| 1069 grudnia 201714:00 | Spójnia Gdynia     | 32:28(21:14) | Meble Wójcik Elbląg | gospodarz Widzów: 120 Sędzia: Bartosz Leszczyński, Marcin Piechota (Płock) |
| 1069 grudnia 201714:00 | Paweł Ćwikliński 7 | 32:28(21:14) | 10 Jakub Moryń      | gospodarz Widzów: 120 Sędzia: Bartosz Leszczyński, Marcin Piechota (Płock) |
| 1069 grudnia 201714:00 | 2× · 4×            | 32:28(21:14) | 3× · 3×             | gospodarz Widzów: 120 Sędzia: Bartosz Leszczyński, Marcin Piechota (Płock) |

| 1099 grudnia 201718:00 | NMC Górnik Zabrze   | 33:24(13:16) | Wybrzeże Gdańsk        | gospodarz Widzów: 701 Sędzia: Sebastian Pelc, Jakub Pretzlaf (Rzeszów) |
| 1099 grudnia 201718:00 | Michał Adamuszek 10 | 33:24(13:16) | 10 Wojciech Prymlewicz | gospodarz Widzów: 701 Sędzia: Sebastian Pelc, Jakub Pretzlaf (Rzeszów) |
| 1099 grudnia 201718:00 | 3× · 4×             | 33:24(13:16) | 7× · 3×                | gospodarz Widzów: 701 Sędzia: Sebastian Pelc, Jakub Pretzlaf (Rzeszów) |

| 1119 grudnia 201718:30 | MKS Kalisz        | 27:25(16:7) | KPR Legionowo    | gospodarz Widzów: 2300 Sędzia: Jakub Gnyszka, Mateusz Stonoga (Ozimek) |
| 1119 grudnia 201718:30 | Kirył Kniazieu 10 | 27:25(16:7) | 8 Kacper Adamski | gospodarz Widzów: 2300 Sędzia: Jakub Gnyszka, Mateusz Stonoga (Ozimek) |
| 1119 grudnia 201718:30 | 6× · 3×           | 27:25(16:7) | 5× · 3×          | gospodarz Widzów: 2300 Sędzia: Jakub Gnyszka, Mateusz Stonoga (Ozimek) |

| 1109 grudnia 201720:00 | Pogoń Szczecin                                  | 33:33 k. 3:4(20:13, k. 3:4) | Stal Mielec                          | gospodarz Widzów: 600 Sędzia: Andrzej Gratunik (Zielona Góra) Mariusz Wołowicz (Wtórek) |
| 1109 grudnia 201720:00 | Paweł Krupa 6 Dawid Krysiak 6                   | 33:33 k. 3:4(20:13, k. 3:4) | 9 Tomasz Mochocki                    | gospodarz Widzów: 600 Sędzia: Andrzej Gratunik (Zielona Góra) Mariusz Wołowicz (Wtórek) |
| 1109 grudnia 201720:00 | 3× · 3×                                         | 33:33 k. 3:4(20:13, k. 3:4) | 4× · 3×                              | gospodarz Widzów: 600 Sędzia: Andrzej Gratunik (Zielona Góra) Mariusz Wołowicz (Wtórek) |
| 1109 grudnia 201720:00 | Krysiak , Radosz , Bosy , Berezhnyi , Fedeńczak | Rzuty karne                 | Kawka, Wilk, Mochocki, Janyst, Krupa | gospodarz Widzów: 600 Sędzia: Andrzej Gratunik (Zielona Góra) Mariusz Wołowicz (Wtórek) |

| 11210 grudnia 201713:00 | Azoty-Puławy                                                    | 25:30(13:16) | PGE Vive Kielce  | gospodarz Widzów: 820 Sędzia: Andrzej Chrzan, Michał Janas (Tarnów) |
| 11210 grudnia 201713:00 | Mateusz Seroka 4 Adam Skrabania 4 Nikola Prce 4 Witalij Titow 4 | 25:30(13:16) | 5 Karol Bielecki | gospodarz Widzów: 820 Sędzia: Andrzej Chrzan, Michał Janas (Tarnów) |
| 11210 grudnia 201713:00 | 7× · 3×                                                         | 25:30(13:16) | 8× · 3× · 1×     | gospodarz Widzów: 820 Sędzia: Andrzej Chrzan, Michał Janas (Tarnów) |

| 1077 lutego 201818:30 | Gwardia Opole      | 37:30(20:13) | Zagłębie Lubin      | gospodarz Widzów: 1500 Sędzia: Cezary Figarski, Dariusz Żak (Radom) |
| 1077 lutego 201818:30 | Antoni Łangowski 7 | 37:30(20:13) | 13 Arkadiusz Moryto | gospodarz Widzów: 1500 Sędzia: Cezary Figarski, Dariusz Żak (Radom) |
| 1077 lutego 201818:30 | 4× · 3×            | 37:30(20:13) | 1× · 4× · 1×        | gospodarz Widzów: 1500 Sędzia: Cezary Figarski, Dariusz Żak (Radom) |

### Seria 15 – 13.12.2017
| 11712 grudnia 201719:00 | Wybrzeże Gdańsk       | 27:23(15:11) | Spójnia Gdynia    | Ergo Arena, Gdańsk/Sopot Widzów: 1161 Sędzia: Krzysztof Bąk, Kamil Ciesielski (Zielona Góra) |
| 11712 grudnia 201719:00 | Wojciech Prymlewicz 7 | 27:23(15:11) | 8 Robert Kamyszek | Ergo Arena, Gdańsk/Sopot Widzów: 1161 Sędzia: Krzysztof Bąk, Kamil Ciesielski (Zielona Góra) |
| 11712 grudnia 201719:00 | 9× · 3×               | 27:23(15:11) | 4× · 3×           | Ergo Arena, Gdańsk/Sopot Widzów: 1161 Sędzia: Krzysztof Bąk, Kamil Ciesielski (Zielona Góra) |

| 11813 grudnia 201716:00 | Zagłębie Lubin                           | 32:36(13:18) | Azoty-Puławy   | gospodarz Widzów: 336 Sędzia: Jakub Jerlecki, Maciej Łabuń (Szczecin) |
| 11813 grudnia 201716:00 | Arkadiusz Moryto 6 Krzysztof Pawlaczyk 6 | 32:36(13:18) | 11 Nikola Prce | gospodarz Widzów: 336 Sędzia: Jakub Jerlecki, Maciej Łabuń (Szczecin) |
| 11813 grudnia 201716:00 | 4× · 2×                                  | 32:36(13:18) | 4× · 4× · 1×   | gospodarz Widzów: 336 Sędzia: Jakub Jerlecki, Maciej Łabuń (Szczecin) |

| 11413 grudnia 201718:00 | Stal Mielec        | 40:38(18:19) | Gwardia Opole       | gospodarz Widzów: 290 Sędzia: Michał Chodorek, Paweł Popiel (Kielce) |
| 11413 grudnia 201718:00 | Tomasz Mochocki 10 | 40:38(18:19) | 7 Mateusz Jankowski | gospodarz Widzów: 290 Sędzia: Michał Chodorek, Paweł Popiel (Kielce) |
| 11413 grudnia 201718:00 | 3× · 3×            | 40:38(18:19) | 4× · 4× · 1×        | gospodarz Widzów: 290 Sędzia: Michał Chodorek, Paweł Popiel (Kielce) |

| 11313 grudnia 201718:30 | MKS Kalisz                            | 19:21(10:8) | MMTS Kwidzyn   | gospodarz Widzów: 2300 Sędzia: Filip Fahner, Łukasz Kubis (Głogów) |
| 11313 grudnia 201718:30 | Arkadiusz Galewski 5 Dzianis Krycki 5 | 19:21(10:8) | 8 Michał Peret | gospodarz Widzów: 2300 Sędzia: Filip Fahner, Łukasz Kubis (Głogów) |
| 11313 grudnia 201718:30 | 4× · 3×                               | 19:21(10:8) | 2× · 3×        | gospodarz Widzów: 2300 Sędzia: Filip Fahner, Łukasz Kubis (Głogów) |

| 11513 grudnia 201718:30 | Piotrkowianin Piotrków Trybunalski | 30:23(12:10) | Pogoń Szczecin     | gospodarz Widzów: 580 Sędzia: Marek Baranowski (Warszawa) Bogdan Lemanowicz (Łąck) |
| 11513 grudnia 201718:30 | Piotr Swat 7                       | 30:23(12:10) | 7 Patryk Biernacki | gospodarz Widzów: 580 Sędzia: Marek Baranowski (Warszawa) Bogdan Lemanowicz (Łąck) |
| 11513 grudnia 201718:30 | 2× · 3× · 1×                       | 30:23(12:10) | 2× · 3×            | gospodarz Widzów: 580 Sędzia: Marek Baranowski (Warszawa) Bogdan Lemanowicz (Łąck) |

| 11613 grudnia 201718:30 | Orlen Wisła Płock      | 33:25(16:11) | NMC Górnik Zabrze                       | gospodarz Widzów: 2000 Sędzia: Korneliusz Habierski, Grzegorz Skrobak (Głogów) |
| 11613 grudnia 201718:30 | Przemysław Krajewski 8 | 33:25(16:11) | 6 Michał Adamuszek 6 Bartłomiej Tomczak | gospodarz Widzów: 2000 Sędzia: Korneliusz Habierski, Grzegorz Skrobak (Głogów) |
| 11613 grudnia 201718:30 | 8× · 3×                | 33:25(16:11) | 4× · 3×                                 | gospodarz Widzów: 2000 Sędzia: Korneliusz Habierski, Grzegorz Skrobak (Głogów) |

| 11913 grudnia 201718:30 | Meble Wójcik Elbląg        | 28:29(14:14) | Chrobry Głogów   | gospodarz Widzów: 100 Sędzia: Dariusz Mroczkowski, Jakub Mroczkowski (Sierpc) |
| 11913 grudnia 201718:30 | Filip Koper 8 Kamil Netz 8 | 28:29(14:14) | 6 Kamil Sadowski | gospodarz Widzów: 100 Sędzia: Dariusz Mroczkowski, Jakub Mroczkowski (Sierpc) |
| 11913 grudnia 201718:30 | 5× · 3×                    | 28:29(14:14) | 3× · 2×          | gospodarz Widzów: 100 Sędzia: Dariusz Mroczkowski, Jakub Mroczkowski (Sierpc) |

| 12013 grudnia 201718:30 | PGE Vive Kielce | 40:17(22:9) | KPR Legionowo    | gospodarz Widzów: 2700 Sędzia: Andrzej Kierczak (Michałowice) Tomasz Wrona (Kraków) |
| 12013 grudnia 201718:30 | Blaž Janc 6     | 40:17(22:9) | 6 Kacper Adamski | gospodarz Widzów: 2700 Sędzia: Andrzej Kierczak (Michałowice) Tomasz Wrona (Kraków) |
| 12013 grudnia 201718:30 | 2× · 3×         | 40:17(22:9) | 5× · 2×          | gospodarz Widzów: 2700 Sędzia: Andrzej Kierczak (Michałowice) Tomasz Wrona (Kraków) |

## Runda zasadnicza – wiosenna

### Seria 16 – 17.01.2018
| 12220 października 201718:30 | PGE Vive Kielce | 37:21(17:10) | MKS Kalisz       | gospodarz Widzów: 1600 Sędzia: Grzegorz Młyński (Zwoleń) Rafał Puszkarski (Legionowo) |
| 12220 października 201718:30 | Manuel ŠtrleK 8 | 37:21(17:10) | 5 Kirył Kniazieu | gospodarz Widzów: 1600 Sędzia: Grzegorz Młyński (Zwoleń) Rafał Puszkarski (Legionowo) |
| 12220 października 201718:30 | 2× · 2×         | 37:21(17:10) | 6× · 3×          | gospodarz Widzów: 1600 Sędzia: Grzegorz Młyński (Zwoleń) Rafał Puszkarski (Legionowo) |

| 12716 grudnia 201717:00 | Spójnia Gdynia   | 22:34(12:18) | Orlen Wisła Płock  | gospodarz Widzów: 200 Sędzia: Andrzej Rajkiewicz, Jakub Tarczykowski (Szczecin) |
| 12716 grudnia 201717:00 | Adam Lisiewicz 6 | 22:34(12:18) | 9 Valentin Ghionea | gospodarz Widzów: 200 Sędzia: Andrzej Rajkiewicz, Jakub Tarczykowski (Szczecin) |
| 12716 grudnia 201717:00 | 1× · 2×          | 22:34(12:18) | 3× · 3×            | gospodarz Widzów: 200 Sędzia: Andrzej Rajkiewicz, Jakub Tarczykowski (Szczecin) |

| 12616 stycznia 201818:30 | Wybrzeże Gdańsk  | 24:30(8:16) | Chrobry Głogów    | Ergo Arena, Gdańsk/Sopot Widzów: 850 Sędzia: Bartosz Leszczyński, Marcin Piechota (Płock) |
| 12616 stycznia 201818:30 | Mateusz Wróbel 8 | 24:30(8:16) | 10 Mariusz Gujski | Ergo Arena, Gdańsk/Sopot Widzów: 850 Sędzia: Bartosz Leszczyński, Marcin Piechota (Płock) |
| 12616 stycznia 201818:30 | 4× · 3×          | 24:30(8:16) | 2× · 2×           | Ergo Arena, Gdańsk/Sopot Widzów: 850 Sędzia: Bartosz Leszczyński, Marcin Piechota (Płock) |

| 12817 stycznia 201818:00 | Zagłębie Lubin                                    | 33:33 k. 5:4(21:17, k. 5:4) | KPR Legionowo                                | gospodarz Widzów: 427 Sędzia: Krzysztof Bąk, Kamil Ciesielski (Zielona Góra) |
| 12817 stycznia 201818:00 | Arkadiusz Moryto 10                               | 33:33 k. 5:4(21:17, k. 5:4) | 9 Kacper Adamski                             | gospodarz Widzów: 427 Sędzia: Krzysztof Bąk, Kamil Ciesielski (Zielona Góra) |
| 12817 stycznia 201818:00 | 6× · 3×                                           | 33:33 k. 5:4(21:17, k. 5:4) | 6× · 3×                                      | gospodarz Widzów: 427 Sędzia: Krzysztof Bąk, Kamil Ciesielski (Zielona Góra) |
| 12817 stycznia 201818:00 | Moryto , Dutkowski , Kuźdeba , Czuwara , Przysiek | Rzuty karne                 | Ciok, Ignasiak, Grabowski, Adamski, Suliński | gospodarz Widzów: 427 Sędzia: Krzysztof Bąk, Kamil Ciesielski (Zielona Góra) |

| 12117 stycznia 201818:30 | Pogoń Szczecin  | 29:24(15:12) | Meble Wójcik Elbląg | gospodarz Widzów: 450 Sędzia: Mariusz Marciniak, Piotr Radziszewski (Wolsztyn) |
| 12117 stycznia 201818:30 | Dawid Krysiak 9 | 29:24(15:12) | 7 Jakub Moryń       | gospodarz Widzów: 450 Sędzia: Mariusz Marciniak, Piotr Radziszewski (Wolsztyn) |
| 12117 stycznia 201818:30 | 2× · 3×         | 29:24(15:12) | 1× · 3×             | gospodarz Widzów: 450 Sędzia: Mariusz Marciniak, Piotr Radziszewski (Wolsztyn) |

| 12417 stycznia 201818:30 | Piotrkowianin Piotrków Trybunalski | 29:33(12:19) | Gwardia Opole       | gospodarz Widzów: 480 Sędzia: Michał Chodorek, Paweł Popiel (Kielce) |
| 12417 stycznia 201818:30 | Marcin Tórz 6                      | 29:33(12:19) | 8 Mateusz Jankowski | gospodarz Widzów: 480 Sędzia: Michał Chodorek, Paweł Popiel (Kielce) |
| 12417 stycznia 201818:30 | 3× · 3×                            | 29:33(12:19) | 3× · 3×             | gospodarz Widzów: 480 Sędzia: Michał Chodorek, Paweł Popiel (Kielce) |

| 12517 stycznia 201818:30 | Stal Mielec                                  | 26:31(14:16) | Azoty-Puławy    | gospodarz Widzów: 299 Sędzia: Andrzej Kierczak (Michałowice) Tomasz Wrona (Kraków) |
| 12517 stycznia 201818:30 | Łukasz Janyst 4 Piotr Krępa 4 Wiktor Kawka 4 | 26:31(14:16) | Paweł Podsiadło | gospodarz Widzów: 299 Sędzia: Andrzej Kierczak (Michałowice) Tomasz Wrona (Kraków) |
| 12517 stycznia 201818:30 | 3× · 2×                                      | 26:31(14:16) | 5× · 2×         | gospodarz Widzów: 299 Sędzia: Andrzej Kierczak (Michałowice) Tomasz Wrona (Kraków) |

| 12321 lutego 201818:30 | NMC Górnik Zabrze | 38:23(16:13) | MMTS Kwidzyn      | gospodarz Widzów: 650 Sędzia: Michał Chodorek, Paweł Popiel (Kielce) |
| 12321 lutego 201818:30 | Jan Czuwara 8     | 38:23(16:13) | 8 Andrzej Kryński | gospodarz Widzów: 650 Sędzia: Michał Chodorek, Paweł Popiel (Kielce) |
| 12321 lutego 201818:30 | 3× · 3×           | 38:23(16:13) | 5× · 2×           | gospodarz Widzów: 650 Sędzia: Michał Chodorek, Paweł Popiel (Kielce) |

### Seria 17 – 20.01.2018
| 13116 grudnia 201717:00 | MMTS Kwidzyn        | 24:37(11:23) | PGE Vive Kielce                   | gospodarz Widzów: 1400 Sędzia: Bartosz Leszczyński, Marcin Piechota (Płock) |
| 13116 grudnia 201717:00 | Maciej Pilitowski 4 | 24:37(11:23) | 6 Alex Dujshebaev 6 Manuel Štrlek | gospodarz Widzów: 1400 Sędzia: Bartosz Leszczyński, Marcin Piechota (Płock) |
| 13116 grudnia 201717:00 | 3× · 3×             | 24:37(11:23) | 2× · 2×                           | gospodarz Widzów: 1400 Sędzia: Bartosz Leszczyński, Marcin Piechota (Płock) |

| 12920 stycznia 201813:00 | MKS Kalisz                     | 28:24(17:14) | Zagłębie Lubin         | gospodarz Widzów: 2500 Sędzia: Cezary Figarski, Dariusz Żak (Radom) |
| 12920 stycznia 201813:00 | Michał Drej 6 Dzianis Krycki 6 | 28:24(17:14) | 5 Przemysław Mrozowicz | gospodarz Widzów: 2500 Sędzia: Cezary Figarski, Dariusz Żak (Radom) |
| 12920 stycznia 201813:00 | 7× · 3× · 1×                   | 28:24(17:14) | 3× · 3×                | gospodarz Widzów: 2500 Sędzia: Cezary Figarski, Dariusz Żak (Radom) |

| 13520 stycznia 201817:00 | Wybrzeże Gdańsk   | 30:25(12:14) | Pogoń Szczecin   | Ergo Arena, Gdańsk/Sopot Widzów: 800 Sędzia: Marek Baranowski (Warszawa) Bogdan Lemanowicz (Łąck) |
| 13520 stycznia 201817:00 | Kamil Adamczyk 10 | 30:25(12:14) | 5 Arkadiusz Bosy | Ergo Arena, Gdańsk/Sopot Widzów: 800 Sędzia: Marek Baranowski (Warszawa) Bogdan Lemanowicz (Łąck) |
| 13520 stycznia 201817:00 | 1× · 3×           | 30:25(12:14) | 3×               | Ergo Arena, Gdańsk/Sopot Widzów: 800 Sędzia: Marek Baranowski (Warszawa) Bogdan Lemanowicz (Łąck) |

| 13320 stycznia 201818:00 | Azoty-Puławy           | 33:26(15:10) | Piotrkowianin Piotrków Trybunalski | gospodarz Widzów: 600 Sędzia: Andrzej Chrzan, Michał Janas (Tarnów) |
| 13320 stycznia 201818:00 | Vladislav Ostroushko 6 | 33:26(15:10) | 5 marcin Tórz                      | gospodarz Widzów: 600 Sędzia: Andrzej Chrzan, Michał Janas (Tarnów) |
| 13320 stycznia 201818:00 | 3× · 1×                | 33:26(15:10) | 1× · 3×                            | gospodarz Widzów: 600 Sędzia: Andrzej Chrzan, Michał Janas (Tarnów) |

| 13420 stycznia 201818:00 | Orlen Wisła Płock      | 32:23(14:15) | Chrobry Głogów | gospodarz Widzów: 1300 Sędzia: Andrzej Gratunik (Zielona Góra) Mariusz Wołowicz (Wtórek) |
| 13420 stycznia 201818:00 | Przemysław Krajewski 8 | 32:23(14:15) | 5 Adam Babicz  | gospodarz Widzów: 1300 Sędzia: Andrzej Gratunik (Zielona Góra) Mariusz Wołowicz (Wtórek) |
| 13420 stycznia 201818:00 | 3× · 3×                | 32:23(14:15) | 5× · 3×        | gospodarz Widzów: 1300 Sędzia: Andrzej Gratunik (Zielona Góra) Mariusz Wołowicz (Wtórek) |

| 13220 stycznia 201818:30 | Gwardia Opole  | 26:19(13:10) | Meble Wójcik Elbląg | gospodarz Widzów: 1200 Sędzia: Filip Fahner, Łukasz Kubis (Głogów) |
| 13220 stycznia 201818:30 | Patryk Mauer 7 | 26:19(13:10) | 6 Jakub Moryń       | gospodarz Widzów: 1200 Sędzia: Filip Fahner, Łukasz Kubis (Głogów) |
| 13220 stycznia 201818:30 | 2× · 3×        | 26:19(13:10) | 4× · 2×             | gospodarz Widzów: 1200 Sędzia: Filip Fahner, Łukasz Kubis (Głogów) |

| 13621 stycznia 201813:00 | KPR Legionowo | 31:23(15:10) | Stal Mielec   | gospodarz Widzów: 500 Sędzia: Łukasz Kamrowski (Cedry Wielkie) Piotr Wojdyr (Gdańsk) |
| 13621 stycznia 201813:00 | Kamil Ciok 8  | 31:23(15:10) | 6 Piotr Krępa | gospodarz Widzów: 500 Sędzia: Łukasz Kamrowski (Cedry Wielkie) Piotr Wojdyr (Gdańsk) |
| 13621 stycznia 201813:00 | 7× · 3×       | 31:23(15:10) | 7× · 2×       | gospodarz Widzów: 500 Sędzia: Łukasz Kamrowski (Cedry Wielkie) Piotr Wojdyr (Gdańsk) |

| 13027 marca 201818:00 | NMC Górnik Zabrze | 34:20(16:8) | Spójnia Gdynia     | gospodarz Widzów: 500 Sędzia: Jakub Gnyszka, Mateusz Stonoga (Ozimek) |
| 13027 marca 201818:00 | Jurij Gromyko 6   | 34:20(16:8) | 5 Rafał Rychlewski | gospodarz Widzów: 500 Sędzia: Jakub Gnyszka, Mateusz Stonoga (Ozimek) |
| 13027 marca 201818:00 | 7× · 2×           | 34:20(16:8) | 3× · 3×            | gospodarz Widzów: 500 Sędzia: Jakub Gnyszka, Mateusz Stonoga (Ozimek) |

### Seria 18 – 24.01.2018
| 14023 stycznia 201818:30 | Spójnia Gdynia                 | 22:32(8:18) | MMTS Kwidzyn      | gospodarz Widzów: 350 Sędzia: Dariusz Mroczkowski, Jakub Mroczkowski (Sierpc) |
| 14023 stycznia 201818:30 | Kamil Pedryc 5 Mariusz Czaja 5 | 22:32(8:18) | 8 Andrzej Kryński | gospodarz Widzów: 350 Sędzia: Dariusz Mroczkowski, Jakub Mroczkowski (Sierpc) |
| 14023 stycznia 201818:30 | 5× · 3×                        | 22:32(8:18) | 2× · 3×           | gospodarz Widzów: 350 Sędzia: Dariusz Mroczkowski, Jakub Mroczkowski (Sierpc) |

| 13824 stycznia 201818:00 | Stal Mielec    | 29:34(11:16) | MKS Kalisz      | gospodarz Widzów: 280 Sędzia: Grzegorz Młyński (Zwoleń) Rafał Puszkarski (Legionowo) |
| 13824 stycznia 201818:00 | Wiktor Kawka 8 | 29:34(11:16) | 10 Marek Szpera | gospodarz Widzów: 280 Sędzia: Grzegorz Młyński (Zwoleń) Rafał Puszkarski (Legionowo) |
| 13824 stycznia 201818:00 | 6× · 3×        | 29:34(11:16) | 3× · 3×         | gospodarz Widzów: 280 Sędzia: Grzegorz Młyński (Zwoleń) Rafał Puszkarski (Legionowo) |

| 14124 stycznia 201818:30 | Pogoń Szczecin                                        | 17:33(9:16) | Orlen Wisła Płock  | gospodarz Widzów: 600 Sędzia: Korneliusz Habierski, Grzegorz Skrobak (Głogów) |
| 14124 stycznia 201818:30 | Jakub Radosz 3 Dawid Fedeńczak 3 Wojciech Jedziniak 3 | 17:33(9:16) | 6 Valentin Ghionea | gospodarz Widzów: 600 Sędzia: Korneliusz Habierski, Grzegorz Skrobak (Głogów) |
| 14124 stycznia 201818:30 | 7× · 3× · 1×                                          | 17:33(9:16) | 4× · 3×            | gospodarz Widzów: 600 Sędzia: Korneliusz Habierski, Grzegorz Skrobak (Głogów) |

| 14224 stycznia 201818:30 | Meble Wójcik Elbląg | 23:29(12:15) | Azoty-Puławy  | gospodarz Widzów: 170 Sędzia: Łukasz Kamrowski (Cedry Wielkie) Piotr Wojdyr (Gdańsk) |
| 14224 stycznia 201818:30 | Filip Koper 6       | 23:29(12:15) | 8 Marko Panić | gospodarz Widzów: 170 Sędzia: Łukasz Kamrowski (Cedry Wielkie) Piotr Wojdyr (Gdańsk) |
| 14224 stycznia 201818:30 | 5× · 3×             | 23:29(12:15) | 5× · 3×       | gospodarz Widzów: 170 Sędzia: Łukasz Kamrowski (Cedry Wielkie) Piotr Wojdyr (Gdańsk) |

| 14324 stycznia 201818:30 | Zagłębie Lubin     | 25:39(13:23) | PGE Vive Kielce      | gospodarz Widzów: 2241 Sędzia: Mariusz Marciniak, Piotr Radziszewski (Wolsztyn) |
| 14324 stycznia 201818:30 | Arkadiusz Moryto 6 | 25:39(13:23) | 8 Mateusz Jachlewski | gospodarz Widzów: 2241 Sędzia: Mariusz Marciniak, Piotr Radziszewski (Wolsztyn) |
| 14324 stycznia 201818:30 | 6× · 3×            | 25:39(13:23) | 1× · 3×              | gospodarz Widzów: 2241 Sędzia: Mariusz Marciniak, Piotr Radziszewski (Wolsztyn) |

| 14424 stycznia 201818:30 | Piotrkowianin Piotrków Trybunalski | 23:22(12:11) | KPR Legionowo    | gospodarz Widzów: 580 Sędzia: Filip Fahner, Łukasz Kubis (Głogów) |
| 14424 stycznia 201818:30 | Piotr Swat 6                       | 23:22(12:11) | 7 Kacper Adamski | gospodarz Widzów: 580 Sędzia: Filip Fahner, Łukasz Kubis (Głogów) |
| 14424 stycznia 201818:30 | 4× · 3×                            | 23:22(12:11) | 5× · 2× · 1×     | gospodarz Widzów: 580 Sędzia: Filip Fahner, Łukasz Kubis (Głogów) |

| 13724 stycznia 201819:00 | Wybrzeże Gdańsk         | 23:24(13:13) | Gwardia Opole       | Ergo Arena, Gdańsk/Sopot Widzów: 800 Sędzia: Jakub Jerlecki, Maciej Łabuń (Szczecin) |
| 13724 stycznia 201819:00 | Krzysztof Komarzewski 5 | 23:24(13:13) | 7 Mateusz Jankowski | Ergo Arena, Gdańsk/Sopot Widzów: 800 Sędzia: Jakub Jerlecki, Maciej Łabuń (Szczecin) |
| 13724 stycznia 201819:00 | 5× · 3× · 1×            | 23:24(13:13) | 6× · 4× · 1×        | Ergo Arena, Gdańsk/Sopot Widzów: 800 Sędzia: Jakub Jerlecki, Maciej Łabuń (Szczecin) |

| 13927 lutego 201818:00 | Chrobry Głogów | 19:31(11:18) | NMC Górnik Zabrze             | gospodarz Widzów: 1000 Sędzia: Krzysztof Bąk, Kamil Ciesielski (Zielona Góra) |
| 13927 lutego 201818:00 | Mateusz Rydz 6 | 19:31(11:18) | 6 Łukasz Gogola 6 Marek Daćko | gospodarz Widzów: 1000 Sędzia: Krzysztof Bąk, Kamil Ciesielski (Zielona Góra) |
| 13927 lutego 201818:00 | 3× · 3×        | 19:31(11:18) | 6× · 3× · 1×                  | gospodarz Widzów: 1000 Sędzia: Krzysztof Bąk, Kamil Ciesielski (Zielona Góra) |

### Seria 19 – 27.01.2018
| 14731 października 201718:30 | PGE Vive Kielce | 41:22(20:13) | Stal Mielec                                | gospodarz Widzów: 1100 Sędzia: Andrzej Chrzan, Michał Janas (Tarnów) |
| 14731 października 201718:30 | Blaž Janc 9     | 41:22(20:13) | 4 Rafał Krupa 4 Piotr Krępa 4 Jakub Ćwięka | gospodarz Widzów: 1100 Sędzia: Andrzej Chrzan, Michał Janas (Tarnów) |
| 14731 października 201718:30 | 2× · 2×         | 41:22(20:13) | 3× · 3×                                    | gospodarz Widzów: 1100 Sędzia: Andrzej Chrzan, Michał Janas (Tarnów) |

| 14927 stycznia 201813:00 | Azoty-Puławy       | 36:20(20:12) | Wybrzeże Gdańsk   | gospodarz Widzów: 550 Sędzia: Cezary Figarski, Dariusz Żak (Radom) |
| 14927 stycznia 201813:00 | Paweł Podsiadło 10 | 36:20(20:12) | 6 Łukasz Rogulski | gospodarz Widzów: 550 Sędzia: Cezary Figarski, Dariusz Żak (Radom) |
| 14927 stycznia 201813:00 | 4× · 3×            | 36:20(20:12) | 4× · 1×           | gospodarz Widzów: 550 Sędzia: Cezary Figarski, Dariusz Żak (Radom) |

| 15127 stycznia 201817:00 | MMTS Kwidzyn      | 33:29(16:14) | Zagłębie Lubin   | gospodarz Widzów: 1000 Sędzia: Krzysztof Bąk, Kamil Ciesielski (Zielona Góra) |
| 15127 stycznia 201817:00 | Andrzej Kryński 6 | 33:29(16:14) | Arkadiusz Moryto | gospodarz Widzów: 1000 Sędzia: Krzysztof Bąk, Kamil Ciesielski (Zielona Góra) |
| 15127 stycznia 201817:00 | 6× · 3×           | 33:29(16:14) | 5× · 3×          | gospodarz Widzów: 1000 Sędzia: Krzysztof Bąk, Kamil Ciesielski (Zielona Góra) |

| 15027 stycznia 201818:00 | Orlen Wisła Płock  | 29:16(15:8) | Gwardia Opole   | gospodarz Widzów: 1000 Sędzia: Łukasz Kamrowski (Cedry Wielkie) Piotr Wojdyr (Gdańsk) |
| 15027 stycznia 201818:00 | Valentin Ghionea 7 | 29:16(15:8) | 3 Kamil Mokrzki | gospodarz Widzów: 1000 Sędzia: Łukasz Kamrowski (Cedry Wielkie) Piotr Wojdyr (Gdańsk) |
| 15027 stycznia 201818:00 | 5× · 3×            | 29:16(15:8) | 4× · 3× · 1×    | gospodarz Widzów: 1000 Sędzia: Łukasz Kamrowski (Cedry Wielkie) Piotr Wojdyr (Gdańsk) |

| 14828 stycznia 201813:00 | MKS Kalisz    | 25:22(12:13) | Piotrkowianin Piotrków Trybunalski | gospodarz Widzów: 2800 Sędzia: Bartosz Leszczyński, Marcin Piechota (Płock) |
| 14828 stycznia 201813:00 | Michał Drej 6 | 25:22(12:13) | 6 Piotr Swat                       | gospodarz Widzów: 2800 Sędzia: Bartosz Leszczyński, Marcin Piechota (Płock) |
| 14828 stycznia 201813:00 | 5× · 2×       | 25:22(12:13) | 4× · 3×                            | gospodarz Widzów: 2800 Sędzia: Bartosz Leszczyński, Marcin Piechota (Płock) |

| 15228 stycznia 201816:00 | KPR Legionowo    | 20:25(12:11) | Meble Wójcik Elbląg | gospodarz Widzów: 500 Sędzia: Andrzej Chrzan, Michał Janas (Tarnów) |
| 15228 stycznia 201816:00 | Michał Grabowski | 20:25(12:11) | 7 Marcin Szopa      | gospodarz Widzów: 500 Sędzia: Andrzej Chrzan, Michał Janas (Tarnów) |
| 15228 stycznia 201816:00 | 4× · 2×          | 20:25(12:11) | 1× · 3×             | gospodarz Widzów: 500 Sędzia: Andrzej Chrzan, Michał Janas (Tarnów) |

| 14528 stycznia 201818:00 | Spójnia Gdynia     | 26:29(13:14) | Chrobry Głogów                 | gospodarz Widzów: 300 Sędzia: Jakub Jerlecki, Maciej Łabuń (Szczecin) |
| 14528 stycznia 201818:00 | Rafał Rychlewski 6 | 26:29(13:14) | 6 Tomasz Klinger 6 Adam Babicz | gospodarz Widzów: 300 Sędzia: Jakub Jerlecki, Maciej Łabuń (Szczecin) |
| 14528 stycznia 201818:00 | 5× · 2×            | 26:29(13:14) | 5× · 3×                        | gospodarz Widzów: 300 Sędzia: Jakub Jerlecki, Maciej Łabuń (Szczecin) |

| 14618 lutego 201817:00 | NMC Górnik Zabrze    | 30:21(15:11) | Pogoń Szczecin    | gospodarz Widzów: 600 Sędzia: Filip Fahner, Łukasz Kubis (Głogów) |
| 14618 lutego 201817:00 | Bartłomiej Tomczak 7 | 30:21(15:11) | 4 Mateusz Zaremba | gospodarz Widzów: 600 Sędzia: Filip Fahner, Łukasz Kubis (Głogów) |
| 14618 lutego 201817:00 | 1× · 3×              | 30:21(15:11) | 4× · 3×           | gospodarz Widzów: 600 Sędzia: Filip Fahner, Łukasz Kubis (Głogów) |

### Seria 20 – 03.02.2018
| 1583 lutego 201813:00 | Orlen Wisła Płock  | 31:21(15:15) | Azoty-Puławy      | gospodarz Widzów: 2500 Sędzia: Krzysztof Bąk, Kamil Ciesielski (Zielona Góra) |
| 1583 lutego 201813:00 | Dan-Emil Racoțea 5 | 31:21(15:15) | 6 Paweł Podsiadło | gospodarz Widzów: 2500 Sędzia: Krzysztof Bąk, Kamil Ciesielski (Zielona Góra) |
| 1583 lutego 201813:00 | 4× · 4×            | 31:21(15:15) | 6× · 3×           | gospodarz Widzów: 2500 Sędzia: Krzysztof Bąk, Kamil Ciesielski (Zielona Góra) |

| 1533 lutego 201817:00 | MMTS Kwidzyn                     | 28:31(12:15) | Chrobry Głogów                 | gospodarz Widzów: 900 Sędzia: Andrzej Rajkiewicz, Jakub Tarczykowski (Szczecin) |
| 1533 lutego 201817:00 | Andrzej Kryński 6 Michał Peret 6 | 28:31(12:15) | 7 Adam Babicz 7 Tomasz Klinger | gospodarz Widzów: 900 Sędzia: Andrzej Rajkiewicz, Jakub Tarczykowski (Szczecin) |
| 1533 lutego 201817:00 | 3× · 2×                          | 28:31(12:15) | 8× · 4×                        | gospodarz Widzów: 900 Sędzia: Andrzej Rajkiewicz, Jakub Tarczykowski (Szczecin) |

| 1543 lutego 201818:00 | Piotrkowianin Piotrków Trybunalski | 24:43(10:26) | PGE Vive Kielce                         | gospodarz Widzów: 700 Sędzia: Jakub Gnyszka, Mateusz Stonoga (Ozimek) |
| 1543 lutego 201818:00 | Filip Surosz 6                     | 24:43(10:26) | 7 Darko Đukić 7 Dean Bombač 7 Blaž Janc | gospodarz Widzów: 700 Sędzia: Jakub Gnyszka, Mateusz Stonoga (Ozimek) |
| 1543 lutego 201818:00 | 5× · 3×                            | 24:43(10:26) | 3× · 3×                                 | gospodarz Widzów: 700 Sędzia: Jakub Gnyszka, Mateusz Stonoga (Ozimek) |

| 1573 lutego 201818:00 | Stal Mielec   | 26:33(14:18) | Zagłębie Lubin      | gospodarz Widzów: 295 Sędzia: Andrzej Chrzan, Michał Janas (Tarnów) |
| 1573 lutego 201818:00 | Piotr Krępa 6 | 26:33(14:18) | 15 Arkadiusz Moryto | gospodarz Widzów: 295 Sędzia: Andrzej Chrzan, Michał Janas (Tarnów) |
| 1573 lutego 201818:00 | 3× · 2×       | 26:33(14:18) | 3× · 2×             | gospodarz Widzów: 295 Sędzia: Andrzej Chrzan, Michał Janas (Tarnów) |

| 1593 lutego 201818:30 | Meble Wójcik Elbląg | 24:26(15:12) | MKS Kalisz    | gospodarz Widzów: 200 Sędzia: Michał Orzech, Robert Orzech (Brodnica) |
| 1593 lutego 201818:30 | Jakub Moryń 8       | 24:26(15:12) | 6 Michał Drej | gospodarz Widzów: 200 Sędzia: Michał Orzech, Robert Orzech (Brodnica) |
| 1593 lutego 201818:30 | 3× · 2×             | 24:26(15:12) | 4× · 3×       | gospodarz Widzów: 200 Sędzia: Michał Orzech, Robert Orzech (Brodnica) |

| 1554 lutego 201813:00 | Gwardia Opole  | 27:31(14:15) | NMC Górnik Zabrze | gospodarz Widzów: 2000 Sędzia: Andrzej Kierczak (Michałowice) Tomasz Wrona (Kraków) |
| 1554 lutego 201813:00 | Patryk Mauer 9 | 27:31(14:15) | 9 Iso Sluijters   | gospodarz Widzów: 2000 Sędzia: Andrzej Kierczak (Michałowice) Tomasz Wrona (Kraków) |
| 1554 lutego 201813:00 | 7× · 3×        | 27:31(14:15) | 3× · 2×           | gospodarz Widzów: 2000 Sędzia: Andrzej Kierczak (Michałowice) Tomasz Wrona (Kraków) |

| 1564 lutego 201816:00 | Pogoń Szczecin                 | 33:27(16:13) | Spójnia Gdynia     | gospodarz Widzów: 400 Sędzia: Andrzej Gratunik (Zielona Góra) Mariusz Wołowicz (Wtórek) |
| 1564 lutego 201816:00 | Arkadiusz Bosy 7 Paweł Krupa 7 | 33:27(16:13) | 6 Rafał Rychlewski | gospodarz Widzów: 400 Sędzia: Andrzej Gratunik (Zielona Góra) Mariusz Wołowicz (Wtórek) |
| 1564 lutego 201816:00 | 4× · 3×                        | 33:27(16:13) | 4× · 3×            | gospodarz Widzów: 400 Sędzia: Andrzej Gratunik (Zielona Góra) Mariusz Wołowicz (Wtórek) |

| 16011 kwietnia 201818:00 | Wybrzeże Gdańsk     | 28:22(13:6) | KPR Legionowo                                           | Ergo Arena, Gdańsk/Sopot Widzów: 750 Sędzia: Mariusz Marciniak, Piotr Radziszewski (Wolsztyn) |
| 16011 kwietnia 201818:00 | Adrian Kondratiuk 8 | 28:22(13:6) | 4 Michał Prątnicki 4 Mateusz Rutkowski 4 Kacper Adamski | Ergo Arena, Gdańsk/Sopot Widzów: 750 Sędzia: Mariusz Marciniak, Piotr Radziszewski (Wolsztyn) |
| 16011 kwietnia 201818:00 | 3× · 3×             | 28:22(13:6) | 4× · 3×                                                 | Ergo Arena, Gdańsk/Sopot Widzów: 750 Sędzia: Mariusz Marciniak, Piotr Radziszewski (Wolsztyn) |

### Seria 21 – 10.02.2018
| 1616 lutego 201818:30 | PGE Vive Kielce | 43:25(18:13) | Meble Wójcik Elbląg | gospodarz Widzów: 2000 Sędzia: Andrzej Kierczak (Michałowice) Tomasz Wrona (Kraków) |
| 1616 lutego 201818:30 | Blaž Janc 6     | 43:25(18:13) | 5 Kamil Netz        | gospodarz Widzów: 2000 Sędzia: Andrzej Kierczak (Michałowice) Tomasz Wrona (Kraków) |
| 1616 lutego 201818:30 | 1× · 1×         | 43:25(18:13) | 2× · 3×             | gospodarz Widzów: 2000 Sędzia: Andrzej Kierczak (Michałowice) Tomasz Wrona (Kraków) |

| 1626 lutego 201819:00 | KPR Legionowo                       | 26:41(15:17) | Orlen Wisła Płock  | gospodarz Sędzia: Dariusz Mroczkowski, Jakub Mroczkowski (Sierpc) |
| 1626 lutego 201819:00 | Kacper Adamski 6 Michał Grabowski 6 | 26:41(15:17) | 7 Valentin Ghionea | gospodarz Sędzia: Dariusz Mroczkowski, Jakub Mroczkowski (Sierpc) |
| 1626 lutego 201819:00 | 6× · 3×                             | 26:41(15:17) | 3× · 3×            | gospodarz Sędzia: Dariusz Mroczkowski, Jakub Mroczkowski (Sierpc) |

| 1667 lutego 201818:30 | Azoty-Puławy                   | 25:24(15:11) | NMC Górnik Zabrze        | gospodarz Widzów: 800 Sędzia: Andrzej Chrzan, Michał Janas (Tarnów) |
| 1667 lutego 201818:30 | Marko Panić 5 Adam Skrabania 5 | 25:24(15:11) | 11 Aleksander Tatarincew | gospodarz Widzów: 800 Sędzia: Andrzej Chrzan, Michał Janas (Tarnów) |
| 1667 lutego 201818:30 | 5× · 3×                        | 25:24(15:11) | 5× · 3×                  | gospodarz Widzów: 800 Sędzia: Andrzej Chrzan, Michał Janas (Tarnów) |

| 16510 lutego 201817:00 | MMTS Kwidzyn      | 38:32(20:14) | Stal Mielec   | gospodarz Widzów: 1200 Sędzia: Marek Baranowski (Warszawa) Bogdan Lemanowicz (Łąck) |
| 16510 lutego 201817:00 | Adrian Nogowski 9 | 38:32(20:14) | 6 Piotr Krępa | gospodarz Widzów: 1200 Sędzia: Marek Baranowski (Warszawa) Bogdan Lemanowicz (Łąck) |
| 16510 lutego 201817:00 | 5× · 3×           | 38:32(20:14) | 5× · 3×       | gospodarz Widzów: 1200 Sędzia: Marek Baranowski (Warszawa) Bogdan Lemanowicz (Łąck) |

| 16310 lutego 201818:00 | Chrobry Głogów   | 28:19(13:10) | Pogoń Szczecin                                                        | gospodarz Widzów: 1200 Sędzia: Jakub Gnyszka, Mateusz Stonoga (Ozimek) |
| 16310 lutego 201818:00 | Kamil Sadowski 7 | 28:19(13:10) | 3 Patryk Biernacki 3 Mateusz Zaremba 3 Jakub Radosz 3 Dawid Fedeńczak | gospodarz Widzów: 1200 Sędzia: Jakub Gnyszka, Mateusz Stonoga (Ozimek) |
| 16310 lutego 201818:00 | 3× · 3×          | 28:19(13:10) | 4× · 4×                                                               | gospodarz Widzów: 1200 Sędzia: Jakub Gnyszka, Mateusz Stonoga (Ozimek) |

| 16410 lutego 201818:30 | Gwardia Opole                    | 33:24(17:13) | Spójnia Gdynia     | gospodarz Widzów: 1200 Sędzia: Sebastian Pelc, Jakub Pretzlaf (Rzeszów) |
| 16410 lutego 201818:30 | Patryk Mauer 6 Michał Lemaniak 6 | 33:24(17:13) | 8 Rafał Rychlewski | gospodarz Widzów: 1200 Sędzia: Sebastian Pelc, Jakub Pretzlaf (Rzeszów) |
| 16410 lutego 201818:30 | 3× · 3×                          | 33:24(17:13) | 4× · 3×            | gospodarz Widzów: 1200 Sędzia: Sebastian Pelc, Jakub Pretzlaf (Rzeszów) |

| 16810 lutego 201818:30 | MKS Kalisz     | 25:24(9:10) | Wybrzeże Gdańsk       | gospodarz Sędzia: Krzysztof Bąk, Kamil Ciesielski (Zielona Góra) |
| 16810 lutego 201818:30 | Michał Drej 10 | 25:24(9:10) | 5 Wojciech Prymlewicz | gospodarz Sędzia: Krzysztof Bąk, Kamil Ciesielski (Zielona Góra) |
| 16810 lutego 201818:30 | 3× · 3×        | 25:24(9:10) | 5× · 3×               | gospodarz Sędzia: Krzysztof Bąk, Kamil Ciesielski (Zielona Góra) |

| 16711 lutego 201816:00 | Zagłębie Lubin     | 28:23(14:11) | Piotrkowianin Piotrków Trybunalski | gospodarz Widzów: 534 Sędzia: Andrzej Rajkiewicz, Jakub Tarczykowski (Szczecin) |
| 16711 lutego 201816:00 | Arkadiusz Moryto 7 | 28:23(14:11) | 6 Sebastian Iskra                  | gospodarz Widzów: 534 Sędzia: Andrzej Rajkiewicz, Jakub Tarczykowski (Szczecin) |
| 16711 lutego 201816:00 | 4× · 2×            | 28:23(14:11) | 6× · 3×                            | gospodarz Widzów: 534 Sędzia: Andrzej Rajkiewicz, Jakub Tarczykowski (Szczecin) |

### Seria 22 – 17.02.2018
| 16913 lutego 201818:30 | NMC Górnik Zabrze | 28:37(11:16) | PGE Vive Kielce | gospodarz Widzów: 950 Sędzia: Korneliusz Habierski, Grzegorz Skrobak (Głogów) |
| 16913 lutego 201818:30 | Iso Sluijters 5   | 28:37(11:16) | 7 Manuel Štrlek | gospodarz Widzów: 950 Sędzia: Korneliusz Habierski, Grzegorz Skrobak (Głogów) |
| 16913 lutego 201818:30 | 6× · 3×           | 28:37(11:16) | 5× · 3×         | gospodarz Widzów: 950 Sędzia: Korneliusz Habierski, Grzegorz Skrobak (Głogów) |

| 17114 lutego 201818:00 | Orlen Wisła Płock | 31:27(14:13) | Zagłębie Lubin      | gospodarz Widzów: 1500 Sędzia: Andrzej Gratunik (Zielona Góra) Mariusz Wołowicz (Wtórek) |
| 17114 lutego 201818:00 | Šime Ivić 7       | 31:27(14:13) | 11 Arkadiusz Moryto | gospodarz Widzów: 1500 Sędzia: Andrzej Gratunik (Zielona Góra) Mariusz Wołowicz (Wtórek) |
| 17114 lutego 201818:00 | 5× · 3× · 1×      | 31:27(14:13) | 5× · 3×             | gospodarz Widzów: 1500 Sędzia: Andrzej Gratunik (Zielona Góra) Mariusz Wołowicz (Wtórek) |

| 17314 lutego 201818:30 | Wybrzeże Gdańsk  | 28:26(18:11) | Stal Mielec   | Ergo Arena, Gdańsk/Sopot Widzów: 850 Sędzia: Andrzej Rajkiewicz, Jakub Tarczykowski (Szczecin) |
| 17314 lutego 201818:30 | Mateusz Wróbel 5 | 28:26(18:11) | 8 Rafał Krupa | Ergo Arena, Gdańsk/Sopot Widzów: 850 Sędzia: Andrzej Rajkiewicz, Jakub Tarczykowski (Szczecin) |
| 17314 lutego 201818:30 | 7× · 3×          | 28:26(18:11) | 3× · 1×       | Ergo Arena, Gdańsk/Sopot Widzów: 850 Sędzia: Andrzej Rajkiewicz, Jakub Tarczykowski (Szczecin) |

| 17014 lutego 201819:30 | Pogoń Szczecin  | 24:38(14:17) | Azoty-Puławy         | gospodarz Widzów: 300 Sędzia: Łukasz Kamrowski (Cedry Wielkie) Piotr Wojdyr (Gdańsk) |
| 17014 lutego 201819:30 | Dawid Krysiak 5 | 24:38(14:17) | 10 Piotr Jarosiewicz | gospodarz Widzów: 300 Sędzia: Łukasz Kamrowski (Cedry Wielkie) Piotr Wojdyr (Gdańsk) |
| 17014 lutego 201819:30 | 7× · 3× · 1×    | 24:38(14:17) | 6× · 3×              | gospodarz Widzów: 300 Sędzia: Łukasz Kamrowski (Cedry Wielkie) Piotr Wojdyr (Gdańsk) |

| 17415 lutego 201818:00 | Spójnia Gdynia     | 27:34(13:18) | MKS Kalisz                                         | gospodarz Widzów: 120 Sędzia: Bartosz Leszczyński, Marcin Piechota (Płock) |
| 17415 lutego 201818:00 | Rafał Rychlewski 9 | 27:34(13:18) | 5 Michał Drej 5 Kirył Kniazieu 5 Michał Czerwiński | gospodarz Widzów: 120 Sędzia: Bartosz Leszczyński, Marcin Piechota (Płock) |
| 17415 lutego 201818:00 | 1× · 3×            | 27:34(13:18) | 3× · 3×                                            | gospodarz Widzów: 120 Sędzia: Bartosz Leszczyński, Marcin Piechota (Płock) |

| 17217 lutego 201816:00 | Meble Wójcik Elbląg | 27:20(15:8) | Piotrkowianin Piotrków Trybunalski | gospodarz Widzów: 150 Sędzia: Dariusz Mroczkowski, Jakub Mroczkowski (Sierpc) |
| 17217 lutego 201816:00 | Jakub Moryń 7       | 27:20(15:8) | 4 Mateusz Góralski 4 Tomasz Mróz   | gospodarz Widzów: 150 Sędzia: Dariusz Mroczkowski, Jakub Mroczkowski (Sierpc) |
| 17217 lutego 201816:00 | 5× · 3×             | 27:20(15:8) | 2× · 3×                            | gospodarz Widzów: 150 Sędzia: Dariusz Mroczkowski, Jakub Mroczkowski (Sierpc) |

| 17517 lutego 201817:00 | MMTS Kwidzyn                        | 26:34(15:18) | Gwardia Opole  | gospodarz Widzów: 1100 Sędzia: Grzegorz Młyński (Zwoleń) Rafał Puszkarski (Legionowo) |
| 17517 lutego 201817:00 | Adrian Nogowski 6 Damian Przytuła 6 | 26:34(15:18) | 7 Patryk Mauer | gospodarz Widzów: 1100 Sędzia: Grzegorz Młyński (Zwoleń) Rafał Puszkarski (Legionowo) |
| 17517 lutego 201817:00 | 2× · 3×                             | 26:34(15:18) | 5× · 3×        | gospodarz Widzów: 1100 Sędzia: Grzegorz Młyński (Zwoleń) Rafał Puszkarski (Legionowo) |

| 17617 lutego 201818:00 | Chrobry Głogów    | 30:25(11:12) | KPR Legionowo    | gospodarz Sędzia: Jakub Jerlecki, Maciej Łabuń (Szczecin) |
| 17617 lutego 201818:00 | Kamil Sadowski 12 | 30:25(11:12) | 8 Kacper Adamski | gospodarz Sędzia: Jakub Jerlecki, Maciej Łabuń (Szczecin) |
| 17617 lutego 201818:00 | 6× · 4× · 1×      | 30:25(11:12) | 8× · 3× · 1×     | gospodarz Sędzia: Jakub Jerlecki, Maciej Łabuń (Szczecin) |

### Seria 23 – 24.02.2018
| 18120 lutego 201818:00 | Spójnia Gdynia     | 19:33(9:16) | Zagłębie Lubin                          | gospodarz Widzów: 100 Sędzia: Bartosz Leszczyński, Marcin Piechota (Płock) |
| 18120 lutego 201818:00 | Rafał Rychlewski 5 | 19:33(9:16) | 7 Arkadiusz Moryto 7 Michał Stankiewicz | gospodarz Widzów: 100 Sędzia: Bartosz Leszczyński, Marcin Piechota (Płock) |
| 18120 lutego 201818:00 | 3× · 3×            | 19:33(9:16) | 4× · 3×                                 | gospodarz Widzów: 100 Sędzia: Bartosz Leszczyński, Marcin Piechota (Płock) |

| 17720 lutego 201818:30 | Chrobry Głogów | 28:43(14:19) | PGE Vive Kielce                 | gospodarz Widzów: 1400 Sędzia: Mariusz Marciniak, Piotr Radziszewski (Wolsztyn) |
| 17720 lutego 201818:30 | Adam Babicz 6  | 28:43(14:19) | 7 Alex Dujshebaev 7 Mateusz Kus | gospodarz Widzów: 1400 Sędzia: Mariusz Marciniak, Piotr Radziszewski (Wolsztyn) |
| 17720 lutego 201818:30 | 3× · 3×        | 28:43(14:19) | 3× · 3×                         | gospodarz Widzów: 1400 Sędzia: Mariusz Marciniak, Piotr Radziszewski (Wolsztyn) |

| 17821 lutego 201818:00 | Orlen Wisła Płock  | 26:24(11:11) | Piotrkowianin Piotrków Trybunalski | gospodarz Widzów: 1400 Sędzia: Łukasz Kamrowski (Cedry Wielkie) Piotr Wojdyr (Gdańsk) |
| 17821 lutego 201818:00 | Valentin Ghionea 5 | 26:24(11:11) | 7 Filip Surosz                     | gospodarz Widzów: 1400 Sędzia: Łukasz Kamrowski (Cedry Wielkie) Piotr Wojdyr (Gdańsk) |
| 17821 lutego 201818:00 | 5× · 3×            | 26:24(11:11) | 4× · 3× · 1×                       | gospodarz Widzów: 1400 Sędzia: Łukasz Kamrowski (Cedry Wielkie) Piotr Wojdyr (Gdańsk) |

| 18324 lutego 201813:00 | MKS Kalisz    | 25:16(12:3) | Pogoń Szczecin                         | gospodarz Widzów: 2800 Sędzia: Sebastian Pelc, Jakub Pretzlaf (Rzeszów) |
| 18324 lutego 201813:00 | Michał Drej 5 | 25:16(12:3) | 3 Wojciech Jedziniak 3 Seweryn Gnyszka | gospodarz Widzów: 2800 Sędzia: Sebastian Pelc, Jakub Pretzlaf (Rzeszów) |
| 18324 lutego 201813:00 | 7× · 3×       | 25:16(12:3) | 4× · 3×                                | gospodarz Widzów: 2800 Sędzia: Sebastian Pelc, Jakub Pretzlaf (Rzeszów) |

| 18024 lutego 201818:30 | NMC Górnik Zabrze | 37:28(21:15) | Stal Mielec     | gospodarz Widzów: 650 Sędzia: Cezary Figarski, Dariusz Żak (Radom) |
| 18024 lutego 201818:30 | Jan Czuwara 9     | 37:28(21:15) | 6 Łukasz Janyst | gospodarz Widzów: 650 Sędzia: Cezary Figarski, Dariusz Żak (Radom) |
| 18024 lutego 201818:30 | 7× · 3×           | 37:28(21:15) | 3× · 3×         | gospodarz Widzów: 650 Sędzia: Cezary Figarski, Dariusz Żak (Radom) |

| 18424 lutego 201818:30 | Gwardia Opole  | 26:22(11:10) | KPR Legionowo | gospodarz Widzów: 1500 Sędzia: Andrzej Chrzan, Michał Janas (Tarnów) |
| 18424 lutego 201818:30 | Patryk Mauer 7 | 26:22(11:10) | 5 Kamil Ciok  | gospodarz Widzów: 1500 Sędzia: Andrzej Chrzan, Michał Janas (Tarnów) |
| 18424 lutego 201818:30 | 4× · 2×        | 26:22(11:10) | 7× · 2×       | gospodarz Widzów: 1500 Sędzia: Andrzej Chrzan, Michał Janas (Tarnów) |

| 17924 lutego 201819:30 | Wybrzeże Gdańsk   | 27:22(13:8) | Meble Wójcik Elbląg            | Ergo Arena, Gdańsk/Sopot Widzów: 800 Sędzia: Marek Baranowski (Warszawa) Bogdan Lemanowicz (Łąck) |
| 17924 lutego 201819:30 | Łukasz Rogulski 6 | 27:22(13:8) | 4 Mikołaj Kupiec 4 Filip Koper | Ergo Arena, Gdańsk/Sopot Widzów: 800 Sędzia: Marek Baranowski (Warszawa) Bogdan Lemanowicz (Łąck) |
| 17924 lutego 201819:30 | 3× · 3×           | 27:22(13:8) | 1× · 3×                        | Ergo Arena, Gdańsk/Sopot Widzów: 800 Sędzia: Marek Baranowski (Warszawa) Bogdan Lemanowicz (Łąck) |

| 18228 lutego 201817:00 | MMTS Kwidzyn        | 32:25(17:11) | Azoty-Puławy                       | gospodarz Widzów: 1000 Sędzia: Dariusz Mroczkowski, Jakub Mroczkowski (Sierpc) |
| 18228 lutego 201817:00 | Maciej Pilitowski 6 | 32:25(17:11) | 4 Piotr Masłowski 4 Mateusz Seroka | gospodarz Widzów: 1000 Sędzia: Dariusz Mroczkowski, Jakub Mroczkowski (Sierpc) |
| 18228 lutego 201817:00 | 3× · 3×             | 32:25(17:11) | 4× · 3×                            | gospodarz Widzów: 1000 Sędzia: Dariusz Mroczkowski, Jakub Mroczkowski (Sierpc) |

### Seria 24 – 03.03.2018
| 18821 lutego 201818:00 | Azoty-Puławy      | 38:35(18:16) | Gwardia Opole  | gospodarz Widzów: 700 Sędzia: Marek Baranowski (Warszawa) Bogdan Lemanowicz (Łąck) |
| 18821 lutego 201818:00 | Paweł Podsiadło 8 | 38:35(18:16) | 8 Patryk Mauer | gospodarz Widzów: 700 Sędzia: Marek Baranowski (Warszawa) Bogdan Lemanowicz (Łąck) |
| 18821 lutego 201818:00 | 4× · 3×           | 38:35(18:16) | 2× · 4×        | gospodarz Widzów: 700 Sędzia: Marek Baranowski (Warszawa) Bogdan Lemanowicz (Łąck) |

| 18527 lutego 201818:30 | PGE Vive Kielce | 46:27(22:14) | Spójnia Gdynia    | gospodarz Widzów: 1000 Sędzia: Grzegorz Młyński (Zwoleń) Rafał Puszkarski (Legionowo) |
| 18527 lutego 201818:30 | Manuel Štrlek 9 | 46:27(22:14) | 5 Jacek Luberecki | gospodarz Widzów: 1000 Sędzia: Grzegorz Młyński (Zwoleń) Rafał Puszkarski (Legionowo) |
| 18527 lutego 201818:30 | 3× · 1× · 1×    | 46:27(22:14) | 2× · 3×           | gospodarz Widzów: 1000 Sędzia: Grzegorz Młyński (Zwoleń) Rafał Puszkarski (Legionowo) |

| 18628 lutego 201818:00 | Stal Mielec       | 22:36(11:19) | Orlen Wisła Płock                      | gospodarz Widzów: 290 Sędzia: Michał Chodorek, Paweł Popiel (Kielce) |
| 18628 lutego 201818:00 | Matej Sarajlcić 5 | 22:36(11:19) | 9 José Guilherme De Toledo 9 Šime Ivić | gospodarz Widzów: 290 Sędzia: Michał Chodorek, Paweł Popiel (Kielce) |
| 18628 lutego 201818:00 | 1× · 3×           | 22:36(11:19) | 2×                                     | gospodarz Widzów: 290 Sędzia: Michał Chodorek, Paweł Popiel (Kielce) |

| 1893 marca 201813:00 | MKS Kalisz    | 25:29(14:14) | Chrobry Głogów | gospodarz Widzów: 2800 Sędzia: Bartosz Leszczyński, Marcin Piechota (Płock) |
| 1893 marca 201813:00 | Michał Drej 7 | 25:29(14:14) | 8 Adam Babicz  | gospodarz Widzów: 2800 Sędzia: Bartosz Leszczyński, Marcin Piechota (Płock) |
| 1893 marca 201813:00 | 5× · 2× · 1×  | 25:29(14:14) | 5× · 3×        | gospodarz Widzów: 2800 Sędzia: Bartosz Leszczyński, Marcin Piechota (Płock) |

| 1873 marca 201816:00 | Meble Wójcik Elbląg | 25:24(16:11) | MMTS Kwidzyn      | gospodarz Widzów: 300 Sędzia: Andrzej Rajkiewicz, Jakub Tarczykowski (Szczecin) |
| 1873 marca 201816:00 | Mikołaj Kupiec 6    | 25:24(16:11) | 8 Adrian Nogowski | gospodarz Widzów: 300 Sędzia: Andrzej Rajkiewicz, Jakub Tarczykowski (Szczecin) |
| 1873 marca 201816:00 | 4× · 2×             | 25:24(16:11) | 5× · 3×           | gospodarz Widzów: 300 Sędzia: Andrzej Rajkiewicz, Jakub Tarczykowski (Szczecin) |

| 1903 marca 201817:30 | Zagłębie Lubin   | 28:24(17:11) | NMC Górnik Zabrze | gospodarz Widzów: 602 Sędzia: Andrzej Gratunik (Zielona Góra) Mariusz Wołowicz (Wtórek) |
| 1903 marca 201817:30 | Łukasz Kuźdeba 7 | 28:24(17:11) | 5 Łukasz Gogola   | gospodarz Widzów: 602 Sędzia: Andrzej Gratunik (Zielona Góra) Mariusz Wołowicz (Wtórek) |
| 1903 marca 201817:30 | 4× · 3× · 1×     | 28:24(17:11) | 5× · 3×           | gospodarz Widzów: 602 Sędzia: Andrzej Gratunik (Zielona Góra) Mariusz Wołowicz (Wtórek) |

| 1913 marca 201818:00 | Piotrkowianin Piotrków Trybunalski | 21:25(12:12) | Wybrzeże Gdańsk     | gospodarz Widzów: 600 Sędzia: Andrzej Chrzan, Michał Janas (Tarnów) |
| 1913 marca 201818:00 | Tomasz Mróz 6                      | 21:25(12:12) | 11 Damian Kostrzewa | gospodarz Widzów: 600 Sędzia: Andrzej Chrzan, Michał Janas (Tarnów) |
| 1913 marca 201818:00 | 3×                                 | 21:25(12:12) | 4× · 1×             | gospodarz Widzów: 600 Sędzia: Andrzej Chrzan, Michał Janas (Tarnów) |

| 1924 marca 201816:00 | KPR Legionowo                    | 25:27(11:12) | Pogoń Szczecin  | gospodarz Widzów: 400 Sędzia: Łukasz Kamrowski (Cedry Wielkie) Piotr Wojdyr (Gdańsk) |
| 1924 marca 201816:00 | Paweł Gawęcki 6 Kacper Adamski 6 | 25:27(11:12) | 7 Dawid Krysiak | gospodarz Widzów: 400 Sędzia: Łukasz Kamrowski (Cedry Wielkie) Piotr Wojdyr (Gdańsk) |
| 1924 marca 201816:00 | 6× · 3× · 2×                     | 25:27(11:12) | 6× · 2× · 1×    | gospodarz Widzów: 400 Sędzia: Łukasz Kamrowski (Cedry Wielkie) Piotr Wojdyr (Gdańsk) |

### Seria 25 – 07.03.2018
| 1935 marca 201818:30 | PGE Vive Kielce                  | 41:24(20:12) | Wybrzeże Gdańsk     | gospodarz Widzów: 1700 Sędzia: Sebastian Pelc, Jakub Pretzlaf (Rzeszów) |
| 1935 marca 201818:30 | Blaž Janc 6 Mateusz Jachlewski 6 | 41:24(20:12) | 6 Krystian Wołowiec | gospodarz Widzów: 1700 Sędzia: Sebastian Pelc, Jakub Pretzlaf (Rzeszów) |
| 1935 marca 201818:30 | 2× · 3×                          | 41:24(20:12) | 3×                  | gospodarz Widzów: 1700 Sędzia: Sebastian Pelc, Jakub Pretzlaf (Rzeszów) |

| 2007 marca 201818:00 | NMC Górnik Zabrze                              | 27:20(16:6) | KPR Legionowo   | gospodarz Widzów: 600 Sędzia: Andrzej Kierczak (Michałowice) Tomasz Wrona (Kraków) |
| 2007 marca 201818:00 | Marek Daćko 5 Aleksandr Buszkow 5 5 Ignacy Bąk | 27:20(16:6) | 5 Paweł Gawęcki | gospodarz Widzów: 600 Sędzia: Andrzej Kierczak (Michałowice) Tomasz Wrona (Kraków) |
| 2007 marca 201818:00 | 1× · 2×                                        | 27:20(16:6) | 2× · 3×         | gospodarz Widzów: 600 Sędzia: Andrzej Kierczak (Michałowice) Tomasz Wrona (Kraków) |

| 1957 marca 201818:30 | Gwardia Opole       | 23:28(13:13) | Chrobry Głogów | gospodarz Widzów: 1500 Sędzia: Joanna Brehmer (Mikołów) Agnieszka Skowronek (Ruda Śląska) |
| 1957 marca 201818:30 | Przemysław Zadura 6 | 23:28(13:13) | 6 Adam Babicz  | gospodarz Widzów: 1500 Sędzia: Joanna Brehmer (Mikołów) Agnieszka Skowronek (Ruda Śląska) |
| 1957 marca 201818:30 | 7× · 3× · 2×        | 23:28(13:13) | 6× · 3×        | gospodarz Widzów: 1500 Sędzia: Joanna Brehmer (Mikołów) Agnieszka Skowronek (Ruda Śląska) |

| 1967 marca 201818:30 | Pogoń Szczecin                   | 25:20(12:10) | MMTS Kwidzyn                        | gospodarz Widzów: 700 Sędzia: Andrzej Gratunik (Zielona Góra) Mariusz Wołowicz (Wtórek) |
| 1967 marca 201818:30 | Arkadiusz Bosy 5 Dawid Krysiak 5 | 25:20(12:10) | 5 Maciej Pilitowski 5 Kamil Krieger | gospodarz Widzów: 700 Sędzia: Andrzej Gratunik (Zielona Góra) Mariusz Wołowicz (Wtórek) |
| 1967 marca 201818:30 | 4× · 3× · 1×                     | 25:20(12:10) | 6× · 3×                             | gospodarz Widzów: 700 Sędzia: Andrzej Gratunik (Zielona Góra) Mariusz Wołowicz (Wtórek) |

| 1987 marca 201818:30 | Meble Wójcik Elbląg | 37:30(18:14) | Zagłębie Lubin     | gospodarz Widzów: 250 Sędzia: Bartosz Leszczyński, Marcin Piechota (Płock) |
| 1987 marca 201818:30 | Jakub Moryń 10      | 37:30(18:14) | 8 Arkadiusz Moryto | gospodarz Widzów: 250 Sędzia: Bartosz Leszczyński, Marcin Piechota (Płock) |
| 1987 marca 201818:30 | 4× · 2×             | 37:30(18:14) | 5× · 3×            | gospodarz Widzów: 250 Sędzia: Bartosz Leszczyński, Marcin Piechota (Płock) |

| 1997 marca 201818:30 | Piotrkowianin Piotrków Trybunalski | 26:26 k. 0:3(12:14, k. 0:3) | Stal Mielec                    | gospodarz Widzów: 480 Sędzia: Marek Baranowski (Warszawa) Bogdan Lemanowicz (Łąck) |
| 1997 marca 201818:30 | Szymon Woynowski 7                 | 26:26 k. 0:3(12:14, k. 0:3) | 9 Jakub Ćwięka                 | gospodarz Widzów: 480 Sędzia: Marek Baranowski (Warszawa) Bogdan Lemanowicz (Łąck) |
| 1997 marca 201818:30 | 4× · 3× · 1×                       | 26:26 k. 0:3(12:14, k. 0:3) | 6× · 3×                        | gospodarz Widzów: 480 Sędzia: Marek Baranowski (Warszawa) Bogdan Lemanowicz (Łąck) |
| 1997 marca 201818:30 | Swat , Tórz , Góralski             | Rzuty karne                 | Janyst, Wilk, Sarajlcić, Krupa | gospodarz Widzów: 480 Sędzia: Marek Baranowski (Warszawa) Bogdan Lemanowicz (Łąck) |

| 19411 kwietnia 201818:00 | Orlen Wisła Płock | 35:22(18:10) | MKS Kalisz      | gospodarz Widzów: 1200 Sędzia: Kamil Dąbrowski, Paweł Staniek (Kielce) |
| 19411 kwietnia 201818:00 | Michał Daszek 6   | 35:22(18:10) | 7 Paulo Grozdek | gospodarz Widzów: 1200 Sędzia: Kamil Dąbrowski, Paweł Staniek (Kielce) |
| 19411 kwietnia 201818:00 | 7× · 3×           | 35:22(18:10) | 3× · 4×         | gospodarz Widzów: 1200 Sędzia: Kamil Dąbrowski, Paweł Staniek (Kielce) |

| 19711 kwietnia 201818:00 | Spójnia Gdynia     | 26:43(12:18) | Azoty-Puławy        | gospodarz Widzów: 250 Sędzia: Michał Orzech, Robert Orzech (Brodnica) |
| 19711 kwietnia 201818:00 | Rafał Rychlewski 8 | 26:43(12:18) | 5 Wojciech Gumiński | gospodarz Widzów: 250 Sędzia: Michał Orzech, Robert Orzech (Brodnica) |
| 19711 kwietnia 201818:00 | 4× · 3×            | 26:43(12:18) | 1× · 3×             | gospodarz Widzów: 250 Sędzia: Michał Orzech, Robert Orzech (Brodnica) |

### Seria 26 – 10.03.2018
| 20610 marca 201813:00 | MKS Kalisz    | 24:32(14:17) | NMC Górnik Zabrze            | gospodarz Widzów: 2750 Sędzia: Andrzej Rajkiewicz, Jakub Tarczykowski (Szczecin) |
| 20610 marca 201813:00 | Michał Drej 7 | 24:32(14:17) | 6 Jan Czuwara 6 Iso Slujters | gospodarz Widzów: 2750 Sędzia: Andrzej Rajkiewicz, Jakub Tarczykowski (Szczecin) |
| 20610 marca 201813:00 | 3× · 3× · 1×  | 24:32(14:17) | 5× · 4× · 1×                 | gospodarz Widzów: 2750 Sędzia: Andrzej Rajkiewicz, Jakub Tarczykowski (Szczecin) |

| 20410 marca 201815:30 | Zagłębie Lubin      | 36:21(17:8) | Wybrzeże Gdańsk   | gospodarz Widzów: 840 Sędzia: Jakub Gnyszka, Mateusz Stonoga (Ozimek) |
| 20410 marca 201815:30 | Arkadiusz Moryto 11 | 36:21(17:8) | 5 Marek Marciniak | gospodarz Widzów: 840 Sędzia: Jakub Gnyszka, Mateusz Stonoga (Ozimek) |
| 20410 marca 201815:30 | 5× · 3×             | 36:21(17:8) | 3× · 3×           | gospodarz Widzów: 840 Sędzia: Jakub Gnyszka, Mateusz Stonoga (Ozimek) |

| 20510 marca 201817:00 | MMTS Kwidzyn                  | 28:28 k. 1:4(15:15, k. 1:4) | Piotrkowianin Piotrków Trybunalski | gospodarz Widzów: 800 Sędzia: Jakub Jerlecki, Maciej Łabuń (Szczecin) |
| 20510 marca 201817:00 | Michał Peret 8                | 28:28 k. 1:4(15:15, k. 1:4) | 6 Marcin Tórz 6 Szymon Woynowski   | gospodarz Widzów: 800 Sędzia: Jakub Jerlecki, Maciej Łabuń (Szczecin) |
| 20510 marca 201817:00 | 3× · 1×                       | 28:28 k. 1:4(15:15, k. 1:4) | 7× · 4×                            | gospodarz Widzów: 800 Sędzia: Jakub Jerlecki, Maciej Łabuń (Szczecin) |
| 20510 marca 201817:00 | Ossowski , Potoczny , Krieger | Rzuty karne                 | Góralski, Tórz, Swat, Kaźmierczak  | gospodarz Widzów: 800 Sędzia: Jakub Jerlecki, Maciej Łabuń (Szczecin) |

| 20210 marca 201818:00 | Stal Mielec                      | 26:23(15:11) | Meble Wójcik Elbląg | gospodarz Widzów: 290 Sędzia: Grzegorz Młyński (Zwoleń) Rafał Puszkarski (Legionowo) |
| 20210 marca 201818:00 | Wiktor Kawka 5 Matej Sarajlcić 5 | 26:23(15:11) | 9 Jakub Moryń       | gospodarz Widzów: 290 Sędzia: Grzegorz Młyński (Zwoleń) Rafał Puszkarski (Legionowo) |
| 20210 marca 201818:00 | 5× · 2× · 1×                     | 26:23(15:11) | 4× · 3×             | gospodarz Widzów: 290 Sędzia: Grzegorz Młyński (Zwoleń) Rafał Puszkarski (Legionowo) |

| 20310 marca 201818:00 | Azoty-Puławy                          | 27:25(12:12) | Chrobry Głogów | gospodarz Widzów: 700 Sędzia: Bartosz Leszczyński, Marcin Piechota (Płock) |
| 20310 marca 201818:00 | Wojciech Gumiński 6 Paweł Podsiadło 6 | 27:25(12:12) | 7 Adam Babicz  | gospodarz Widzów: 700 Sędzia: Bartosz Leszczyński, Marcin Piechota (Płock) |
| 20310 marca 201818:00 | 4× · 3×                               | 27:25(12:12) | 6× · 3× · 1×   | gospodarz Widzów: 700 Sędzia: Bartosz Leszczyński, Marcin Piechota (Płock) |

| 20710 marca 201818:30 | Gwardia Opole                          | 26:22(15:10) | Pogoń Szczecin  | gospodarz Widzów: 1500 Sędzia: Sebastian Pelc, Jakub Pretzlaf (Rzeszów) |
| 20710 marca 201818:30 | Przemysław Zadura 5 Antoni Łangowski 5 | 26:22(15:10) | 9 Dawid Krysiak | gospodarz Widzów: 1500 Sędzia: Sebastian Pelc, Jakub Pretzlaf (Rzeszów) |
| 20710 marca 201818:30 | 5× · 3× · 1×                           | 26:22(15:10) | 4× · 1×         | gospodarz Widzów: 1500 Sędzia: Sebastian Pelc, Jakub Pretzlaf (Rzeszów) |

| 20111 marca 201813:00 | PGE Vive Kielce  | 36:30(17:18) | Orlen Wisła Płock                                 | gospodarz Widzów: 4200 Sędzia: Krzysztof Bąk, Kamil Ciesielski (Zielona Góra) |
| 20111 marca 201813:00 | Karol Bielecki 8 | 36:30(17:18) | 5 Przemysław Krajewski 5 José Guilherme De Toledo | gospodarz Widzów: 4200 Sędzia: Krzysztof Bąk, Kamil Ciesielski (Zielona Góra) |
| 20111 marca 201813:00 | 3× · 3×          | 36:30(17:18) | 7× · 3× · 2×                                      | gospodarz Widzów: 4200 Sędzia: Krzysztof Bąk, Kamil Ciesielski (Zielona Góra) |

| 20811 marca 201816:00 | KPR Legionowo | 21:20(8:12) | Spójnia Gdynia     | gospodarz Widzów: 500 Sędzia: Michał Chodorek, Paweł Popiel (Kielce) |
| 20811 marca 201816:00 | Kamil Ciok 8  | 21:20(8:12) | 4 Maciej Marszałek | gospodarz Widzów: 500 Sędzia: Michał Chodorek, Paweł Popiel (Kielce) |
| 20811 marca 201816:00 | 2× · 2×       | 21:20(8:12) | 5× · 2×            | gospodarz Widzów: 500 Sędzia: Michał Chodorek, Paweł Popiel (Kielce) |

### Seria 27 – 17.03.2018
| 21317 marca 201813:00 | Zagłębie Lubin     | 28:21(11:12) | Chrobry Głogów                        | gospodarz Widzów: 1700 Sędzia: Krzysztof Bąk, Kamil Ciesielski (Zielona Góra) |
| 21317 marca 201813:00 | Arkadiusz Moryto 6 | 28:21(11:12) | 4 Tomasz Klinger 4 Damian Krzysztofik | gospodarz Widzów: 1700 Sędzia: Krzysztof Bąk, Kamil Ciesielski (Zielona Góra) |
| 21317 marca 201813:00 | 10× · 3×           | 28:21(11:12) | 9× · 3×                               | gospodarz Widzów: 1700 Sędzia: Krzysztof Bąk, Kamil Ciesielski (Zielona Góra) |

| 21117 marca 201816:00 | PGE Vive Kielce | 40:27(18:10) | Pogoń Szczecin | gospodarz Widzów: 1900 Sędzia: Cezary Figarski, Dariusz Żak (Radom) |
| 21117 marca 201816:00 | Darko Đukić 9   | 40:27(18:10) | 9 Paweł Krupa  | gospodarz Widzów: 1900 Sędzia: Cezary Figarski, Dariusz Żak (Radom) |
| 21117 marca 201816:00 | 1× · 3×         | 40:27(18:10) | 3× · 3×        | gospodarz Widzów: 1900 Sędzia: Cezary Figarski, Dariusz Żak (Radom) |

| 21517 marca 201816:00 | Meble Wójcik Elbląg | 18:43(6:19) | Orlen Wisła Płock | gospodarz Widzów: 250 Sędzia: Jakub Jerlecki, Maciej Łabuń (Szczecin) |
| 21517 marca 201816:00 | Jakub Moryń 6       | 18:43(6:19) | 7 Maciej Gębala   | gospodarz Widzów: 250 Sędzia: Jakub Jerlecki, Maciej Łabuń (Szczecin) |
| 21517 marca 201816:00 | 3×                  | 18:43(6:19) | 1× · 3×           | gospodarz Widzów: 250 Sędzia: Jakub Jerlecki, Maciej Łabuń (Szczecin) |

| 20917 marca 201817:00 | NMC Górnik Zabrze | 27:28(16:16) | Piotrkowianin Piotrków Trybunalski | gospodarz Widzów: 1200 Sędzia: Korneliusz Habierski, Grzegorz Skrobak (Głogów) |
| 20917 marca 201817:00 | Iso Sluijters 9   | 27:28(16:16) | 8 Piotr Swat                       | gospodarz Widzów: 1200 Sędzia: Korneliusz Habierski, Grzegorz Skrobak (Głogów) |
| 20917 marca 201817:00 | 4× · 4×           | 27:28(16:16) | 5× · 3×                            | gospodarz Widzów: 1200 Sędzia: Korneliusz Habierski, Grzegorz Skrobak (Głogów) |

| 21217 marca 201818:00 | Stal Mielec                         | 38:38 k. 2:1(21:21, k. 2:1) | Spójnia Gdynia                                      | gospodarz Sędzia: Michał Fabryczny (Mysłowice) Jakub Rawicki (Katowice) |
| 21217 marca 201818:00 | Adrian Wojkowski 9                  | 38:38 k. 2:1(21:21, k. 2:1) | 8 Ołeksandr Kirilenko                               | gospodarz Sędzia: Michał Fabryczny (Mysłowice) Jakub Rawicki (Katowice) |
| 21217 marca 201818:00 | 6× · 3×                             | 38:38 k. 2:1(21:21, k. 2:1) | 4× · 1×                                             | gospodarz Sędzia: Michał Fabryczny (Mysłowice) Jakub Rawicki (Katowice) |
| 21217 marca 201818:00 | Wilk , Krupa , Mochocki , Sarajlcić | Rzuty karne                 | Rychlewski, Lisiewicz, Ćwikliński, Czaja, Kirilenko | gospodarz Sędzia: Michał Fabryczny (Mysłowice) Jakub Rawicki (Katowice) |

| 21617 marca 201818:00 | Azoty-Puławy                               | 29:24(16:12) | KPR Legionowo      | gospodarz Widzów: 620 Sędzia: Joanna Brehmer (Mikołów) Agnieszka Skowronek (Ruda Śląska) |
| 21617 marca 201818:00 | Vladislav Ostroushko 5 Wojciech Gumiński 5 | 29:24(16:12) | 5 Michał Prątnicki | gospodarz Widzów: 620 Sędzia: Joanna Brehmer (Mikołów) Agnieszka Skowronek (Ruda Śląska) |
| 21617 marca 201818:00 | 2× · 2×                                    | 29:24(16:12) | 3×                 | gospodarz Widzów: 620 Sędzia: Joanna Brehmer (Mikołów) Agnieszka Skowronek (Ruda Śląska) |

| 21017 marca 201818:30 | Wybrzeże Gdańsk                                               | 26:26 k. 5:4(12:14, k. 5:4) | MMTS Kwidzyn                                   | Ergo Arena, Gdańsk/Sopot Widzów: 1182 Sędzia: Dariusz Mroczkowski, Jakub Mroczkowski (Sierpc) |
| 21017 marca 201818:30 | Mateusz Wróbel 5                                              | 26:26 k. 5:4(12:14, k. 5:4) | 5 Michał Potoczny 5 Adrian Nogowski            | Ergo Arena, Gdańsk/Sopot Widzów: 1182 Sędzia: Dariusz Mroczkowski, Jakub Mroczkowski (Sierpc) |
| 21017 marca 201818:30 | 6× · 3×                                                       | 26:26 k. 5:4(12:14, k. 5:4) | 3× · 3× · 1×                                   | Ergo Arena, Gdańsk/Sopot Widzów: 1182 Sędzia: Dariusz Mroczkowski, Jakub Mroczkowski (Sierpc) |
| 21017 marca 201818:30 | Rogulski , Kondratiuk , Prymlewicz , Podobas , Papaj , Wróbel | Rzuty karne                 | , Nogowski, Kryński, Potoczny, Rosiak, Krieger | Ergo Arena, Gdańsk/Sopot Widzów: 1182 Sędzia: Dariusz Mroczkowski, Jakub Mroczkowski (Sierpc) |

| 21418 marca 201818:30 | MKS Kalisz       | 31:28(14:14) | Gwardia Opole       | gospodarz Widzów: 2800 Sędzia: Andrzej Chrzan, Michał Janas (Tarnów) |
| 21418 marca 201818:30 | Kirył Kniazieu 8 | 31:28(14:14) | 8 Przemysław Zadura | gospodarz Widzów: 2800 Sędzia: Andrzej Chrzan, Michał Janas (Tarnów) |
| 21418 marca 201818:30 | 4× · 3×          | 31:28(14:14) | 4× · 2×             | gospodarz Widzów: 2800 Sędzia: Andrzej Chrzan, Michał Janas (Tarnów) |

### Seria 28 – 24.03.2018
| 21720 marca 201818:30 | PGE Vive Kielce | 39:28(18:16) | Gwardia Opole     | gospodarz Widzów: 1850 Sędzia: Grzegorz Młyński (Zwoleń) Rafał Puszkarski (Legionowo) |
| 21720 marca 201818:30 | Manuel Štrlek 9 | 39:28(18:16) | 6 Maciej Zarzycki | gospodarz Widzów: 1850 Sędzia: Grzegorz Młyński (Zwoleń) Rafał Puszkarski (Legionowo) |
| 21720 marca 201818:30 | 3× · 3×         | 39:28(18:16) | 4× · 3×           | gospodarz Widzów: 1850 Sędzia: Grzegorz Młyński (Zwoleń) Rafał Puszkarski (Legionowo) |

| 21921 marca 201820:15 | MKS Kalisz       | 30:34(10:16) | Azoty-Puławy        | gospodarz Widzów: 2500 Sędzia: Sebastian Pelc, Jakub Pretzlaf (Rzeszów) |
| 21921 marca 201820:15 | Bartosz Wojdak 6 | 30:34(10:16) | 9 Wojciech Gumiński | gospodarz Widzów: 2500 Sędzia: Sebastian Pelc, Jakub Pretzlaf (Rzeszów) |
| 21921 marca 201820:15 | 4× · 3×          | 30:34(10:16) | 6× · 3×             | gospodarz Widzów: 2500 Sędzia: Sebastian Pelc, Jakub Pretzlaf (Rzeszów) |

| 22022 marca 201818:00 | Spójnia Gdynia                       | 26:28(16:13) | Piotrkowianin Piotrków Trybunalski | gospodarz Widzów: 600 Sędzia: Andrzej Rajkiewicz, Jakub Tarczykowski (Szczecin) |
| 22022 marca 201818:00 | Ołeksandr Kirilenko 5 Rafał Jamioł 5 | 26:28(16:13) | 9 Piotr Swat                       | gospodarz Widzów: 600 Sędzia: Andrzej Rajkiewicz, Jakub Tarczykowski (Szczecin) |
| 22022 marca 201818:00 | 6× · 3×                              | 26:28(16:13) | 6× · 3×                            | gospodarz Widzów: 600 Sędzia: Andrzej Rajkiewicz, Jakub Tarczykowski (Szczecin) |

| 22223 marca 201818:30 | Pogoń Szczecin                                       | 27:27 k. 4:3(14:13, k. 4:3) | Zagłębie Lubin                                            | gospodarz Widzów: 300 Sędzia: Mariusz Marciniak, Piotr Radziszewski (Wolsztyn) |
| 22223 marca 201818:30 | Mateusz Zaremba 5 Jakub Radosz 5                     | 27:27 k. 4:3(14:13, k. 4:3) | 5 Paweł Dudkowski 5 Arkadiusz Moryto 5 Michał Stankiewicz | gospodarz Widzów: 300 Sędzia: Mariusz Marciniak, Piotr Radziszewski (Wolsztyn) |
| 22223 marca 201818:30 | 2×                                                   | 27:27 k. 4:3(14:13, k. 4:3) | 4× · 3× · 1× · 1×                                         | gospodarz Widzów: 300 Sędzia: Mariusz Marciniak, Piotr Radziszewski (Wolsztyn) |
| 22223 marca 201818:30 | Krysiak , Jedziniak , Radosz , Biernacki , Fedeńczak | Rzuty karne                 | Kuźdeba, Dudkowski, Da Silva, Moryto, Przysiek            | gospodarz Widzów: 300 Sędzia: Mariusz Marciniak, Piotr Radziszewski (Wolsztyn) |

| 21824 marca 201813:00 | Orlen Wisła Płock | 29:25(13:14) | Wybrzeże Gdańsk    | gospodarz Widzów: 1100 Sędzia: Andrzej Gratunik (Zielona Góra) Mariusz Wołowicz (Wtórek) |
| 21824 marca 201813:00 | Gilberto Duarte 7 | 29:25(13:14) | 10 Łukasz Rogulski | gospodarz Widzów: 1100 Sędzia: Andrzej Gratunik (Zielona Góra) Mariusz Wołowicz (Wtórek) |
| 21824 marca 201813:00 | 3× · 3×           | 29:25(13:14) | 7× · 2×            | gospodarz Widzów: 1100 Sędzia: Andrzej Gratunik (Zielona Góra) Mariusz Wołowicz (Wtórek) |

| 22124 marca 201818:00 | NMC Górnik Zabrze    | 31:28(12:13) | Meble Wójcik Elbląg | gospodarz Widzów: 428 Sędzia: Filip Fahner, Łukasz Kubis (Głogów) |
| 22124 marca 201818:00 | Bartłomiej Tomczak 9 | 31:28(12:13) | 8 Jakub Moryń       | gospodarz Widzów: 428 Sędzia: Filip Fahner, Łukasz Kubis (Głogów) |
| 22124 marca 201818:00 | 4× · 4×              | 31:28(12:13) | 5× · 3×             | gospodarz Widzów: 428 Sędzia: Filip Fahner, Łukasz Kubis (Głogów) |

| 22424 marca 201818:00 | KPR Legionowo      | 24:26 | MMTS Kwidzyn      | gospodarz Widzów: 350 Sędzia: Kamil Dąbrowski, Paweł Staniek (Kielce) |
| 22424 marca 201818:00 | Michał Prątnicki 7 | 24:26 | 8 Michał Peret    | gospodarz Widzów: 350 Sędzia: Kamil Dąbrowski, Paweł Staniek (Kielce) |
| 22424 marca 201818:00 | 9× · 3×            | 24:26 | 6× · 2× · 1× · 1× | gospodarz Widzów: 350 Sędzia: Kamil Dąbrowski, Paweł Staniek (Kielce) |

| 22325 marca 201817:00 | Chrobry Głogów | 26:18(13:7) | Stal Mielec   | gospodarz Widzów: 1100 Sędzia: Jakub Gnyszka, Mateusz Stonoga (Ozimek) |
| 22325 marca 201817:00 | Adam Babicz 5  | 26:18(13:7) | 6 Rafał Krupa | gospodarz Widzów: 1100 Sędzia: Jakub Gnyszka, Mateusz Stonoga (Ozimek) |
| 22325 marca 201817:00 | 2× · 3×        | 26:18(13:7) | 4× · 2× · 1×  | gospodarz Widzów: 1100 Sędzia: Jakub Gnyszka, Mateusz Stonoga (Ozimek) |

### Seria 29 – 31.03.2018
| 22621 marca 201818:00 | Orlen Wisła Płock | 32:21(19:11) | MMTS Kwidzyn      | gospodarz Widzów: 1800 Sędzia: Michał Orzech, Robert Orzech (Brodnica) |
| 22621 marca 201818:00 | Tomasz Gębala 6   | 32:21(19:11) | 8 Michał Potoczny | gospodarz Widzów: 1800 Sędzia: Michał Orzech, Robert Orzech (Brodnica) |
| 22621 marca 201818:00 | 4× · 3×           | 32:21(19:11) | 3× · 3×           | gospodarz Widzów: 1800 Sędzia: Michał Orzech, Robert Orzech (Brodnica) |

| 22527 marca 201818:30 | PGE Vive Kielce | 41:29(19:12) | Azoty-Puławy  | gospodarz Widzów: 3200 Sędzia: Korneliusz Habierski, Grzegorz Skrobak (Głogów) |
| 22527 marca 201818:30 | Blaž Janc 7     | 41:29(19:12) | 5 Nikola Prce | gospodarz Widzów: 3200 Sędzia: Korneliusz Habierski, Grzegorz Skrobak (Głogów) |
| 22527 marca 201818:30 | 4× · 3×         | 41:29(19:12) | 5× · 3×       | gospodarz Widzów: 3200 Sędzia: Korneliusz Habierski, Grzegorz Skrobak (Głogów) |

| 23129 marca 201818:00 | Stal Mielec   | 22:33(13:14) | Pogoń Szczecin     | gospodarz Widzów: 200 Sędzia: Cezary Figarski, Dariusz Żak (Radom) |
| 23129 marca 201818:00 | Piotr Krępa 9 | 22:33(13:14) | 7 Patryk Biernacki | gospodarz Widzów: 200 Sędzia: Cezary Figarski, Dariusz Żak (Radom) |
| 23129 marca 201818:00 | 3× · 3×       | 22:33(13:14) | 4× · 3×            | gospodarz Widzów: 200 Sędzia: Cezary Figarski, Dariusz Żak (Radom) |

| 22730 marca 201817:00 | Meble Wójcik Elbląg | 24:23(13:12) | Spójnia Gdynia                        | gospodarz Widzów: 120 Sędzia: Dariusz Mroczkowski, Jakub Mroczkowski (Sierpc) |
| 22730 marca 201817:00 | Piotr Adamczak 6    | 24:23(13:12) | 6 Rafał Rychlewski 6 Maciej Marszałek | gospodarz Widzów: 120 Sędzia: Dariusz Mroczkowski, Jakub Mroczkowski (Sierpc) |
| 22730 marca 201817:00 | 2× · 3×             | 24:23(13:12) | 3× · 4×                               | gospodarz Widzów: 120 Sędzia: Dariusz Mroczkowski, Jakub Mroczkowski (Sierpc) |

| 22830 marca 201818:00 | Zagłębie Lubin      | 33:34(15:16) | Gwardia Opole  | gospodarz Widzów: 548 Sędzia: Andrzej Gratunik (Zielona Góra) Mariusz Wołowicz (Wtórek) |
| 22830 marca 201818:00 | Arkadiusz Moryto 12 | 33:34(15:16) | 7 Patryk Mauer | gospodarz Widzów: 548 Sędzia: Andrzej Gratunik (Zielona Góra) Mariusz Wołowicz (Wtórek) |
| 22830 marca 201818:00 | 3× · 3×             | 33:34(15:16) | 4× · 3×        | gospodarz Widzów: 548 Sędzia: Andrzej Gratunik (Zielona Góra) Mariusz Wołowicz (Wtórek) |

| 22931 marca 201813:00 | Piotrkowianin Piotrków Trybunalski | 29:26(12:13) | Chrobry Głogów   | gospodarz Widzów: 690 Sędzia: Joanna Brehmer (Mikołów) Agnieszka Skowronek (Ruda Śląska) |
| 22931 marca 201813:00 | Szymon Woynowski 7 Piotr Swat 7    | 29:26(12:13) | 7 Kamil Sadowski | gospodarz Widzów: 690 Sędzia: Joanna Brehmer (Mikołów) Agnieszka Skowronek (Ruda Śląska) |
| 22931 marca 201813:00 | 4× · 3×                            | 29:26(12:13) | 5× · 3×          | gospodarz Widzów: 690 Sędzia: Joanna Brehmer (Mikołów) Agnieszka Skowronek (Ruda Śląska) |

| 23231 marca 201813:00 | KPR Legionowo     | 29:24(15:12) | MKS Kalisz     | gospodarz Widzów: 200 Sędzia: Łukasz Kamrowski (Cedry Wielkie) Piotr Wojdyr (Gdańsk) |
| 23231 marca 201813:00 | Franki Brinowec 8 | 29:24(15:12) | 6 Marek Szpera | gospodarz Widzów: 200 Sędzia: Łukasz Kamrowski (Cedry Wielkie) Piotr Wojdyr (Gdańsk) |
| 23231 marca 201813:00 | 8× · 3×           | 29:24(15:12) | 11× · 3× · 1×  | gospodarz Widzów: 200 Sędzia: Łukasz Kamrowski (Cedry Wielkie) Piotr Wojdyr (Gdańsk) |

| 23031 marca 201816:00 | Wybrzeże Gdańsk   | 21:26(12:13) | NMC Górnik Zabrze                                                 | Ergo Arena, Gdańsk/Sopot Widzów: 980 Sędzia: Bartosz Leszczyński, Marcin Piechota (Płock) |
| 23031 marca 201816:00 | Łukasz Rogulski 6 | 21:26(12:13) | 4 Iso Sluijters 4 Igancy Bąk 4 Bartłoniej Tomczak 4 Łukasz Gogola | Ergo Arena, Gdańsk/Sopot Widzów: 980 Sędzia: Bartosz Leszczyński, Marcin Piechota (Płock) |
| 23031 marca 201816:00 | 5× · 2× · 1×      | 21:26(12:13) | 5× · 3×                                                           | Ergo Arena, Gdańsk/Sopot Widzów: 980 Sędzia: Bartosz Leszczyński, Marcin Piechota (Płock) |

### Seria 30 – 14.04.2018
| 23714 kwietnia 201812:00 | Spójnia Gdynia     | 18:28(11:17) | Wybrzeże Gdańsk   | Hala GCS, Gdynia Widzów: 250 Sędzia: Marek Baranowski (Warszawa) Bogdan Lemanowicz (Łąck) |
| 23714 kwietnia 201812:00 | Rafał Rychlewski 6 | 18:28(11:17) | 9 Łukasz Rogulski | Hala GCS, Gdynia Widzów: 250 Sędzia: Marek Baranowski (Warszawa) Bogdan Lemanowicz (Łąck) |
| 23714 kwietnia 201812:00 | 2× · 3×            | 18:28(11:17) | 4× · 3×           | Hala GCS, Gdynia Widzów: 250 Sędzia: Marek Baranowski (Warszawa) Bogdan Lemanowicz (Łąck) |

| 23614 kwietnia 201813:00 | NMC Górnik Zabrze | 21:27(9:14) | Orlen Wisła Płock | gospodarz Widzów: 700 Sędzia: Andrzej Chrzan, Michał Janas (Tarnów) |
| 23614 kwietnia 201813:00 | 6 Ignacy Bąk      | 21:27(9:14) | 6 Michał Daszek   | gospodarz Widzów: 700 Sędzia: Andrzej Chrzan, Michał Janas (Tarnów) |
| 23614 kwietnia 201813:00 | 7×                | 21:27(9:14) | 7× · 4×           | gospodarz Widzów: 700 Sędzia: Andrzej Chrzan, Michał Janas (Tarnów) |

| 23414 kwietnia 201818:00 | Gwardia Opole                     | 37:27(19:13) | Stal Mielec     | gospodarz Widzów: 1000 Sędzia: Filip Fahner, Łukasz Kubis (Głogów) |
| 23414 kwietnia 201818:00 | Antoni Łangowski 7 Patryk Mauer 7 | 37:27(19:13) | 5 Łukasz Janyst | gospodarz Widzów: 1000 Sędzia: Filip Fahner, Łukasz Kubis (Głogów) |
| 23414 kwietnia 201818:00 | 5× · 3×                           | 37:27(19:13) | 3× · 3×         | gospodarz Widzów: 1000 Sędzia: Filip Fahner, Łukasz Kubis (Głogów) |

| 23514 kwietnia 201818:00 | Pogoń Szczecin                                       | 25:25 k. 5:4(12:13, k. 5:4) | Piotrkowianin Piotrków Trybunalski       | gospodarz Widzów: 400 Sędzia: Andrzej Gratunik (Zielona Góra) Mariusz Wołowicz (Wtórek) |
| 23514 kwietnia 201818:00 | Mateusz Zaremba 7                                    | 25:25 k. 5:4(12:13, k. 5:4) | 8 Piotr Swat                             | gospodarz Widzów: 400 Sędzia: Andrzej Gratunik (Zielona Góra) Mariusz Wołowicz (Wtórek) |
| 23514 kwietnia 201818:00 | 4× · 3×                                              | 25:25 k. 5:4(12:13, k. 5:4) | 4× · 3×                                  | gospodarz Widzów: 400 Sędzia: Andrzej Gratunik (Zielona Góra) Mariusz Wołowicz (Wtórek) |
| 23514 kwietnia 201818:00 | Krysiak , Jedziniak , Radosz , Biernacki , Fedeńczak | Rzuty karne                 | Surosz, Kaźmierczak, Tórz, Swat, Požárek | gospodarz Widzów: 400 Sędzia: Andrzej Gratunik (Zielona Góra) Mariusz Wołowicz (Wtórek) |

| 23814 kwietnia 201818:00 | Azoty-Puławy  | 33:26(17:13) | Zagłębie Lubin     | gospodarz Widzów: 600 Sędzia: Kamil Dąbrowski, Paweł Staniek (Kielce) |
| 23814 kwietnia 201818:00 | Marko Panić 8 | 33:26(17:13) | 8 Arkadiusz Moryto | gospodarz Widzów: 600 Sędzia: Kamil Dąbrowski, Paweł Staniek (Kielce) |
| 23814 kwietnia 201818:00 | 6× · 3× · 1×  | 33:26(17:13) | 7× · 4×            | gospodarz Widzów: 600 Sędzia: Kamil Dąbrowski, Paweł Staniek (Kielce) |

| 24014 kwietnia 201818:00 | KPR Legionowo     | 28:45(13:23) | PGE Vive Kielce | gospodarz Widzów: 1600 Sędzia: Michał Orzech, Robert Orzech (Brodnica) |
| 24014 kwietnia 201818:00 | Kacper Adamski 10 | 28:45(13:23) | 11 Blaž Janc    | gospodarz Widzów: 1600 Sędzia: Michał Orzech, Robert Orzech (Brodnica) |
| 24014 kwietnia 201818:00 | 2× · 3×           | 28:45(13:23) | 3× · 2×         | gospodarz Widzów: 1600 Sędzia: Michał Orzech, Robert Orzech (Brodnica) |

| 23315 kwietnia 201813:00 | MMTS Kwidzyn                                         | 21:21 k. 1:2(11:10, k. 1:2) | MKS Kalisz                      | gospodarz Widzów: 900 Sędzia: Bartosz Leszczyński, Marcin Piechota (Płock) |
| 23315 kwietnia 201813:00 | Michał Potoczny 7                                    | 21:21 k. 1:2(11:10, k. 1:2) | 5 Marek Szpera 5 Kirył Kniazieu | gospodarz Widzów: 900 Sędzia: Bartosz Leszczyński, Marcin Piechota (Płock) |
| 23315 kwietnia 201813:00 | 5× · 3× · 1×                                         | 21:21 k. 1:2(11:10, k. 1:2) | 7× · 3×                         | gospodarz Widzów: 900 Sędzia: Bartosz Leszczyński, Marcin Piechota (Płock) |
| 23315 kwietnia 201813:00 | Potoczny , Guziewicz , Kryński , Ossowski , Przytuła | Rzuty karne                 | Kniazieu, Drej, Wojdak, Adamski | gospodarz Widzów: 900 Sędzia: Bartosz Leszczyński, Marcin Piechota (Płock) |

| 23915 kwietnia 201816:00 | Chrobry Głogów | 36:29(22:13) | Meble Wójcik Elbląg | gospodarz Widzów: 1000 Sędzia: Mariusz Marciniak, Piotr Radziszewski (Wolsztyn) |
| 23915 kwietnia 201816:00 | Adam Babicz 11 | 36:29(22:13) | 8 Jakub Moryń       | gospodarz Widzów: 1000 Sędzia: Mariusz Marciniak, Piotr Radziszewski (Wolsztyn) |
| 23915 kwietnia 201816:00 | 2× · 3×        | 36:29(22:13) | 2× · 3×             | gospodarz Widzów: 1000 Sędzia: Mariusz Marciniak, Piotr Radziszewski (Wolsztyn) |